# Zgodovina Latvije
Zgodovina Latvije se je začela pred približno 11.000 leti s koncem zadnje ledene dobe v severni Evropi. Starodavna baltska ljudstva so se na tem ozemlju naselila  v 2. tisočletju pred našim štetjem, proti koncu 1. tisočletja našega štetja pa so bila na ozemlju Latvije prepoznavna štiri različna plemenska kraljestva. Glavna latvijska reka Zahodna Dvina je bila začetek pomembne trgovske poti iz baltske regije prek Rusije v južno Evropo in na Bližnji vzhod, ki so jo uporabljali najprej Vikingi in kasneje skandinavski in nemški trgovci. 
V zgodnjem srednjem veku so se ljudstva v regiji uprla pokristjanjevanju in postala tarča napadov križarjev med livonsko križarsko vojno. Latvijsko glavno mesto Riga, ki so ga leta 1201 ustanovili Nemci ob ustju Zahodne Dvine, je postalo strateško oporišče osvajanj regije, ki so jih odobrili papeži, izvajali pa predvsem Livonski bratje meča. Riga je bila prvo večje mesto v vzhodnem Baltiku in po letu 1282 glavno trgovsko središče Hanse. 
Prevlado baltskih Nemcev na Terra Mariana so od 16. stoletja vse bolj ogrožale druge sile.  Zaradi strateške lege Latvije in uspešnega trgovskega mesta Riga je bilo njeno ozemlje pogosto središče konfliktov in osvajanj vsaj štirih velikih sil: Tevtonskega viteškega reda, poljsko-litovske Republike obeh narodov, Švedske in Ruskega imprerija. Zadnje obdobje zunanje hegemonije se je začelo leta 1710, ko je oblast nad Rigo in deli današnje Latvije med veliko severno vojno prešla s Švedske na Rusijo. Pod rusko oblastjo je Latvija prednjačila v industrializaciji in odpravi tlačanstva in je do konca 19. stoletja postala eden najbolj razvitih delov Ruskega carstva. Zaradi naraščajočih socialnih težav in nezadovoljstva, ki so jih prinesle, je Riga igrala vodilno vlogo v ruski revoluciji leta 1905. 
Prvo latvijsko narodno prebujanje se je začelo v petdesetih letih 19. stoletja in se nadaljevalo po prvi svetovni vojni, ko je Latvija po dveh letih boja v latvijski vojni za neodvisnost končno dobila neodvisnost, ki jo je leta 1920 priznala Sovjetska Rusija in leta 1921 mednarodna skupnost. Latvijska ustava je bila sprejeta leta 1922. Politična nestabilnost in posledice velike gospodarske krize so 15. maja 1934 privedli do državnega udara, ki ga je izvedel predsednik vlade Kārlis Ulmanis. Latvijska neodvisnost je bila prekinjena junija in julija 1940, ko je bila država okupirana in priključena Sovjetski zvezi. Leta 1941 jo je napadla in okupirala nacistična Nemčija, nato pa so jo v letih 1944/1945 ponovno zasedli Sovjeti. 
Od sredine štiridesetih let prejšnjega stoletja je Latvijska sovjetska socialistična republika pod sovjetskim državnim nadzorom in doživela znatno rusifikacijo svojega prebivalstva. Latvijska kultura je vse to preživela. V obdobju sovjetske liberalizacije pod Mihailom Gorbačovom je Latvija avgusta 1991 znova krenila na pot neodvisnosti in mesec kasneje dobila priznanje Rusije. Od takrat je Latvija kot neodvisna država postala članica Organizacije združenih narodov, vstopila v NATO in se pridružila Evropski uniji. 
Latvijsko gospodarstvo je po pridobitvi neodvisnosti doživelo veliko recesijo, ki je povzročila latvijsko finančno krizo leta 2008. Slabše gospodarske razmere in boljše zaposlitvene možnosti v zahodni Evropi so po vstopu Latvije v Evropsko unijo povzročile množično emigracijo latvijskega prebivalstva.

## Prazgodovina
Ledena doba na ozemlju današnje Latvije se je končala pred 12.000–14.000 leti. Prvi človeški naseljenci so se tam naselili v paleolitiku pred 11.000–12.000 leti. Bili so lovci, ki so sledili čredam severnih jelenov, in taborili ob rekah in obali zaledenelega Baltskega morja. Geologija Baltskega morja kaže, da je segalo globlje v celino od sedanjega. Najstarejša orodja, najdena v bližini Salaspilsa, izvirajo iz poznega paleolitika. Stara so približno 12.000 let in pripadajo sviderski kulturi. 
V mezolitiku (9000–5400 pr. n. št.) so nastala prva stalna naselja lovcev in nabiralcev. Lovili so in ribarili ter si postavljali tabore v bližini rek in jezer. V okolici jezera Lubāns so odkrili kar 25 naselij. Ti naseljenci so pripadali kundski kulturi in izdelovali orožje in orodja iz kremena, rogov, kosti in lesa.

### Neolitik (5000–1800 pr. n. št.)
Zgodnji neolitik (5400–4100 pr. n. št.) so zaznamovali začetki lončarstva, živinoreje in kmetijstva. 
V srednjem neolitiku (4100–2900 pr. n. št.) se je v regiji razvila narvska kultura. Takratni prebivalci ozemlja Latvije so bili Finci, predniki Livoncev, ki so bili v tesnem sorodstvu z Estonci in sodobnimi Finci ter so pripadali kulturi glavnikaste keramike. 
Na začetku poznega neolitika (2900–1800 pr. n. št.) so ozemlje današnje Latvije naselili Balti, ki so pripadali kulturi trakaste keramike. Bili so predniki Latvijcev in od tretjega tisočletja pred našim štetjem naseljevali večino latvijskega ozemlja.

### Bronasta doba (1800 pr. n. št.-500 n. št.)
Bronasta doba v severni Evropi in Skandinaviji se je začela okoli 1800 pr. n. št., se pravi nekoliko kasneje kot v južni Evropi. Zaradi pomanjkanja lastnih nahajališč bakra in kositra so se obe kovini in bronasti predmeti uvažali. 
V severni del vzhodne obale Baltika so v bronasti dobi okoli 6. stoletja pr. n. št. iz Evrazije prišla ugrofinsko govoreča plemena, ki so se pomešala s prejšnjimi prebivalci in oblikovala ugrofinsko, estonsko in livonsko ljudstvo. Odnosi med starodavnimi plemeni niso bili vedno miroljubni. Redno so plenili sosednja ozemlja, jemali sužnje in ugrabljali žene. V naslednjih stoletjih so med baltsko-ugrofinskimi sosedi potekale kulturne in genetske izmenjave.

### Železna doba (500 n. št.-1200  n. št.)
Z uvedbo železnega orodja v zgodnji železni dobi (500 pr. n. št.–1. stoletje pr. n. št.) se je zelo izboljšalo kmetijstvo in postalo prevladujoča gospodarska dejavnost. Bron, s katerim so trgovali s tujci, saj Latvija nima niti bakra niti kositra, so uporabljali za izdelavo najrazličnejšega okrasja.
V srednji železni dobi (400–800 n. št.) so lokalni prebivalci začeli oblikovati prve etnične in regionalne identitete. Baltska ljudstva so sčasoma postala Kuri, Semigali, Latgalci in Seli, medtem ko so finska ljudstva postala Livonci, Estonci in Vendi. Pojavila so se prva lokalna poglavarstva. 
Na začetku sedanje dobe je ozemlje, danes znano kot Latvija, postalo pomembno trgovsko križišče. Znana od Varjagov do Grkov, omenjena v starodavnih kronikah, se je raztezala od Skandinavije čez latvijsko ozemlje po Zahodni Dvini do starodavne Kijevske Rusije in Bizantinskega cesarstva. Stari Balti so aktivno sodelovali v tej trgovski mreži. Po vsej Evropi je bila latvijska obala znana kot kraj pridobivanja jantarja, zato Latvijo včasih še vedno imenujejo Dzintarzeme (Dežela jantarja). Do srednjega veka in v njem je bil jantar marsikje dragocenejši od zlata. Latvijski jantar je bil znan celo v antični Grčiji in Rimskem cesarstvu, jantarska pot pa je intenzivno služila za trgovanje z jantarjem z jugom Evrope. 
V vendelskem obdobju je bilo v bližini mesta Grobiņa ustanovljeno skandinavsko naselje, ki so ga najverjetneje ustanovili priseljenci z Gotlanda. Kolonija je imela nekaj sto prebivalcev in obstajala med letoma 650 in 850 našega štetja. Številne kronike omenjajo, da so Kuri plačevali davek švedskim kraljem. 
V pozni železni dobi (800–1200 n. št.) je bil uveden sistem treh polj. Začela se je gojiti rž. Kakovost lokalnih obrti se je izboljšala z uvedbo lončarskega kolesa in boljših tehnik obdelave kovin. Iz tega obdobja so bili na ozemlju Latvije najdeni arabski, zahodnoevropski in anglosaški kovanci. Zgrajena je bila mreža lesenih gradišč, ki je zagotavljala nadzor in večjo varnost.

## Nastanek prvih držav
V 10. stoletju so različna starodavna baltska plemenska poglavarstva začela oblikovati zgodnja kraljestva. Na ozemlju današnje Latvije in severne Litve so se razvile regionalne plemenske kulture, vključno s Kuri, Latgalci, Seli, Semigali in finskimi Livonci, ki so se združili pod svojimi lokalnimi poglavarji. 
Največje pleme so bili Latgalci, ki so bili tudi najbolj napredni v svojem družbeno-političnem razvoju. Glavni latgalski kneževini Jersiki so vladali pravoslavni krščanski knezi iz latgalsko-pološke veje dinastije Rurik. Zadnji vladar Jersike, omenjen v Henrikovi kroniki Livonije, dokumentu, ki opisuje dogodke s konca 12. in začetka 13. stoletja, je bil kralj Visvaldis (latinsko Vissewalde, rex de Gercike). Ko je Visvaldis leta 1211 razdelil svoje kraljestvo, se je del države imenoval "Lettia" (latinsko terra, quae Lettia dicitur), kar je verjetno prvič, da se to ime omenja v pisnih virih. 
V nasprotju s tem so Kuri, katerih ozemlja so segala v današnjo Litvo in Kursko koso, ohranili življenjski slog morskih roparjev, ki je  vključeval ropanje in plenjenje. Na zahodni obali Baltskega morja so postali znani kot "baltski Vikingi". 
Seli in Semigali, tesno sorodni Aukštaitom in Samogitom, so bili znani kot uspešni kmetje in so se najdlje upirali Nemcem pod poglavarji, kot so bili Viestardi. Livonci so živeli ob obalah Riškega zaliva in bili ribiči in trgovci in so temu ozemlju dali prvo nemško ime – Livonija.
Preden so se v poznem 12. stoletju začele nemške invazije, je v Latviji živelo približno 135.000 Baltov in 20.000 Livoncev.

## Nemško obdobje (1184–1561)
Do konca 12. stoletja so Latvijo vse pogosteje obiskovali trgovci iz zahodne Evrope, ki so se odpravljali na trgovska potovanja vzdolž najdaljše latvijske reke Zahodne Dvine v Kijevsko Rusijo. Z nemškimi trgovci so prišli tudi krščanski pridigarji, ki so poskušali poganske baltske in finske narode spreobrniti v krščansko vero. 
V zgodnjih osemdesetih letih 12. stoletja je  začel svoje poslanstvo med Livonci ob Dvini sveti Majnhard. Domačini se niso prostovoljno spreobračali v nova prepričanja in prakse in še posebej nasprotovali obredu krsta. Novica o tem je dosegla papeža Celestina III. v Rimu in papež je leta 1195 ukazal, da se organizira  livonski križarski pohod in se pogane na silo spreobrne v krščanstvo. Majnhardu je sledil Bertold Hannoverski, ki so ga leta 1198 blizu Rige ubili Livonci. 
Bertoldov naslednik, riški škof Albert, ki je skoraj 30 let podjarmljal lokalne vladarje, je vzpostavil nemško hegemonijo, ki je trajala do neodvisnosti Litve v 20. stoletju. Velik del Albertove vladavine je opisan v Henrikovi kroniki Livonije. Čeprav je bila Riga trgovsko pristanišče že od antičnih časov, se Albertu pripisujejo zasluge za njeno ustanovitev leta 1201, ko jo je postavil za svoj sedež moči. Riga je postopoma postala največje mesto v vzhodnem delu Baltskega morja. 
Leta 1207 je bila ustanovljena država, znana kot Terra Mariana in od leta 1228 kot Livonska konfederacija. Sestavljala so jo različna ozemlja, ki so pripadala Cerkvi in Livonskemu redu na območju današnje Latvije in Estonije, in je bila pod neposredno oblastjo rimskega papeža.
Red Livonskih bratov meča je bil ustanovljen leta 1202, da bi podjarmil lokalno prebivalstvo. Livonci so bili podjarmljeni do leta 1207, večina Latgalcev pa do leta 1214. Ko so bili Bratje meča leta 1236 v bitki pri Sauleju zdesetkani, so zaprosili za vključitev v Tevtonski viteški red kot Livonski red. Leta 1260 je bitka pri Durbeju uničila tevtonske upe na širok kopenski most med njihovimi ozemlji v Prusiji in Kurlandiji. 
Do konca 13. stoletja so bili Kuri in Semigali podjarmljeni. Leta 1290 je večina Semigalov zapustila območja, ki so jih osvojili Nemci, in se preselila v Litvo. Razvoj plemenskih kraljestev staroselskih Latvijcev se je končal, ko so Nemci uvedli neposredno oblast nad podjarmljenimi ljudstvi. 
Leta 1282 je bila Riga, kasneje tudi Cēsis, Limbaži, Koknese in Valmiera, vključena v Severnonemško trgovsko organizacijo, bolj znano kot Hanseatska liga ali Hansa. Takrat je Riga postala pomembna točka v trgovini med zahodom in vzhodom in je navezala tesnejše kulturne stike z Zahodno Evropo.
Med letoma 1297 in 1330 je divjala livonska državljanska vojna, ki se je začela kot konflikt med riškim škofom in Livonskim redom. 
Domačini so sprva ohranili večino svojih osebnih svoboščin, saj je bilo število Nemcev premajhno, da bi uveljavili popoln nadzor, ki bi presegel zahteve po spoštovanju krščanskih pravic, plačevanju zahtevanih davkov in sodelovanju kot vojaki v vojnah. Kurski kralji in  nekdanje plemensko plemstvo so ohranili privilegiran status vse do razglasitve neodvisne Latvije. V 14. stoletju so morali kmetje cerkvi plačevati desetino in oddelati 4 dni tlake na teden. 
V 15. in 16. stoletju se je iz nemških vazalov Livonskega reda in Cerkve postopoma razvil razred dednega baltskega plemstva. Njihovi potomci so postali lastniki obsežnih posesti, nad katerimi so uveljavljali absolutne pravice. Ob koncu srednjega veka se je ta baltska nemška manjšina uveljavila kot vladajoča elita, deloma kot meščanski trgovci, deloma kot podeželski veleposestniki. Lastniki zemlje so imeli tako ekonomsko kot politično moč in dolžnost skrbeti za kmete, vendar so bili slednji v praksi prisiljeni v tlačanstvo. 
Do 16. stoletja se je tlaka povečala na 4–6 dni na teden, različni davki pa na 25 %. Kmetje so vse bolj poskušali pobegniti v svobodo, bodisi s selitvijo v Rigo, kjer so svobodo dobili, če so tam živeli eno leto in en dan, bodisi v drugo graščino. Leta 1494 je bil sprejet zakon, ki je kmetom prepovedoval zapuščanje zemlje, se pravi da jih je praktično zasužnjil. 
Reformacija je dosegla Livonijo leta 1521 z Lutrovim privržencem Andreasom Knöpkenom. Med protestantskimi upori leta 1524 so se napadale tudi katoliške cerkve, potem pa je bila leta 1525 dovoljena verska svoboda. Ustanovljene so bile prve latvijske župnije, bogoslužja pa so potekala v latvijščini. Protestanti so pridobili podporo predvsem v mestih in do sredine 16. stoletja se je večina prebivalstva spreobrnila v luteranstvo. 
Livonska konfederacija je prenehala obstajati med dolgo livonsko vojno  1558–1582. Livonski red je bil z Vilenskim sporazumom leta 1561 razpuščen. Naslednje leto se je livonski deželni zbor odločil, da bo zaprosil za zaščito kralja Poljske in Velike litovske kneževine Sigismunda II. Z odhodom vlade zadnjega riškega nadškofa, Viljema Brandenburškega, je Riga postala svobodno cesarsko mesto, preostanek ozemlja pa je bil razdeljen na poljsko-litovski vazalni držav: Vojvodstvo Kurlandija in Semgalija je postalo poljski vazal, Livonsko vojvodstvo pa litovski vazal.
- Pečat Livonskega reda
- Osvajanje baltskih dežel
- Ozemlje Tevtonskega reda leta 1410
- Ruševine gradu Cēsis
- Grad Bauska
- Grad Turaida
- Riška stolnica, ki jo je začel graditi nadškof Albert
- Trgovske poti Hanse
- Albrecht Dürer (1521): Livonska gospa
- Albrecht Dürer (1521): Livonske gospe
- Livonija leta 1534

## Livonska vojna (1558-1583)
Livonska vojna je uničila Livonsko konfederacijo. Vse je kazalo, da bo oblast nad celotno Livonijo vzpostavila Moskva, vendar je zahodnim krščanskim državam uspelo vzpostaviti svojo oblast nad tem območjem in jo obdržati naslednjih 150–200 let. 
Septembra 1557 sta Livonska konfederacija in poljsko-litovska unija podpisali Pozvolski sporazum o zavezništvu in vzajemni obrambi. Moskovski car Ivan Grozni je to razumel kot provokacijo in januarja 1558 sprožil invazijo na Livonijo, s katero se je začela livonska vojna 1558–1583. 2. avgusta 1560 so sile Ivana Groznega v bitki pri Ērģemeju uničile zadnjih nekaj sto vojakov Livonskega reda in riškega nadškofa. 
Oslabljeni Livonski red  je bil z Vilenskim sporazumom leta 1561 razpuščen. Po modelu, zelo podobnemu prejšnjemu pruskemu modelu, so bila ozemlja Latvije sekularizirana in ustanovljeni sta bili Livonsko vojvodstvo kot litovski vazal in  Kurlandija in Semigalija kot poljski vazal. Zadnji mojster Livonskega reda Gotthard Kettler je postal prvi kurlandski vojvoda in se spreobrnil v luteranstvo. 

### Kraljevina Livonija (1570–1578)
Leta 1560 je Johannes IV. von Münchhausen, knezoškof Ösel-Wieka in Kurlandije, prodal svoja posestva danskemu kralju Frideriku II. za 30.000 talerjev. Da bi se izognil delitvi svojih posesti, je kralj Friderik II. ta posestva podaril svojemu mlajšemu bratu Magnusu, vojvodi Holsteinskemu, pod pogojem, da se vojvoda  odpove svojim pravicam do nasledstva v vojvodinah Schleswig in Holstein. Magnusa je za suverena priznal škof  Ösel-Wieka in Kurlandije, za svojega bodočega vladarja pa so ga priznale tudi oblasti škofije Dorpat. Na njegovo stran se je postavila tudi škofija Reval s svojim plemstvom. Gotthard Kettler, zadnji mojster Livonskega reda, je skupaj z nadškofom Viljemom Brandenburškim iz riške nadškofije in njegovim koadjutorjem Krištofom von Mecklenburgom Magnusu odstopil dele Livonije, ki jih je zasegel. 
10. junija 1570 je vojvoda Magnus Holsteinski prišel v Moskvo, kjer je bil kronan za livonskega kralja. Magnus je prisegel zvestobo Ivanu Groznemu kot svojemu vladarju in od njega prejel ustrezno listino za vazalno kraljestvo Livonijo. Vojske Ivana Groznega so bile sprva uspešne, saj so leta 1563 zavzele Polock in leta 1575 Pärnu in velik del Velike litovske kneževine skoraj do vzhodnih meja Vilenskega vojvodstva. 
V naslednji fazi konflikta je Ivan IV. leta 1577 izkoristil notranje spore v poljsko-litovski republiki, v poljskem zgodovinopisju imenovane vojna proti Gdansku, in med vladavino Štefana Batoryja napadel Livonijo ter hitro zavzel skoraj celotno njeno ozemlje, z izjemo Rige in Revela. 
Leta 1578 je Magnus Livonski priznal suverenost poljsko-litovske Republike obeh narodov, ki je poljsko-litovski sejm ni ratificiral in je ni priznala Danska. Leta 1578 se je Magnus umaknil v kurlandsko škofijo, kjer je živel v gradu Piltene in prejemal poljsko pokojnino. Po njegovi smrti leta 1583 je Poljska njegova ozemlja priključila vojvodini Kurlandiji in Semigaliji in Friderik II. Danski se je odločil prodati svoje dedne pravice. Do leta 1585 je Danska izgubila vse svoje posesti na Baltiku, razen otoka Œsel. 
- Nemška publikacija o grozotah v livonski vojni
- Gotthard Kettler
- Livonija na zemljevidu Joanna Portantiusa iz leta 1573

## Poljsko-litovska in švedska oblast (1561–1721/1795)

### Vojvodina Livonija (1561–1621)
Prvi guverner vojvodine Livonije s sedežem v gradu Sigulda je bil od leta 1566 do 1578 Jan Hieronimowicz Chodkiewicz. Do leta 1569 je bila Livonija provinca Velikega litovske kneževine, po Lublinski uniji leta 1569 pa je postala skupna domena Poljske krone in Velike litovske kneževine. Moskovija je leta 1582 priznala poljsko-litovsko oblast nad Ducatus Ultradunensis. 
Leta 1598 je bilo Vojvodina Livonijas razdeljeno na: 
- Vendensko vojvodstvo (województwo wendeńskie, Cēsis)
- Dorpatsko  vojvodstvo (województwo dorpackie, Tartu)
- Parnavsko vojvodstvo (województwo parnawskie, Pärnu)

### Inflantsko vojvodstvo (1621–1772)
Večji del Livonije je med poljsko-švedsko vojno 1626–1629 osvojila Švedsko. Ozemlje je bilo z Altmarškim premirjem leta 1629 priznano za del Švedske. Republika obeh narodov je obdržala jugovzhodne dele Vendenskega vojvodstva, preimenovanega v Inflantsko vojvodstvo s prestolnico v Daugavpilsu (Dyneburgu). Na tem ozemlju, znanem kot Inflantija ali Latgalija, je med protireformacijo prevladujoča religija postalo katolištvo. Po prvi delitvi Poljske leta 1772 je Livonijo priključilo Rusko carstvo Katarine Velike in njenemu vladarskemu nazivu je bil dodan naziv "velika vojvodinja Livonska". 

### Švedska Livonija (1629–1721)
Med poljsko-švedskimi vojnami (1600–1629) sta Riga in večji del Livonske vojvodine leta 1621 prišli pod švedsko oblast. Med švedsko oblastjo je bila ta regija znana kot "švedska žitnica", ker je oskrbovala večji del Švedskega kraljestva s pšenico. 
Riga je bila takrat drugo največje mesto v Švedskem cesarstvu. Livonija je skupaj z drugimi baltskimi ozemlji služila za zavarovanje švedskega Dominium maris baltici pred Republiko obeh narodov in Ruskim carstvom. V nasprotju s Švedsko Estonijo, ki se je leta 1561 prostovoljno podredila švedski oblasti in kjer so tradicionalni lokalni zakoni ostali večinoma nedotaknjeni, je bila v Švedski Livoniji pod Karlom XI. Švedskim uvedena politika enotnosti: na posestvih v lasti švedske krone je bilo odpravljeno tlačanstvo, kmetom so ponudili izobraževanje in vojaške, upravne ali cerkvene kariere, plemiči pa so morali v veliki redukciji prenesti posesti na kralja. Švedske reforme je Peter Veliki z osvojitvijo Livonije razveljavil. 
Leta 1632 je švedski kralj Gustav II. Adolf ustanovil Univerzo v Tartuju, ki je postala intelektualno središče prebivalstva Livonije. Švedska vlada je subvencionirala prevod celotne Biblije v latvijščino, ki ga je leta 1685 opravil Johann Ernst Glück. V podeželskih župnijah so bile ustanovljene šole za latvijsko govoreče kmete. V latvijski zgodovini je to obdobje na splošno hvaljeno kot "dobri švedski časi".

### Vojvodstvo Kurlandija in Semgalija (1562–1795)
Potem ko je Gotthard Kettler postal prvi vojvoda Kurlandije in Semgalije, so drugi člani Livonskega reda postali plemstvo z velikimi posestmi. Kettler je zase vzel skoraj tretjino zemlje v novem vojvodstvu. Za glavno mesto je bil izbran Mitau (Jelgava), kjer naj bi  se dvakrat letno sestal deželni zbor. 
Ko je Gotthard Kettler leta 1587 umrl, sta njegova sinova Friderik in Viljem postala kurlandska vojvoda. Leta 1596 sta vojvodino razdelila na dva dela: Friderik je dobil vzhodni del, Semgalijo (Zemgale), z rezidenco v Jelgavai, Viljem pa zahodni del, Kurlandijo (Kurzeme), z rezidenco v Goldingenu (Kuldīga). Viljem je s poroko s hčerko pruskega vojvode dobil tudi okrožje Grobiņa. V Kurlandiji je razvil kovinarstvo, ladjedelništvo in mednarodno pomorsko trgovino s proizvodi Kurlandije. Viljemov konflikt z lokalnimi plemiči se je končal z njegovo odstavitvijo z vojvodskega položaja leta 1616. Oblast v Kurlandiji je prevzel brat Friderik. 
Pod naslednjim vojvodom, Jakobom Kettlerjem, je vojvodina dosegla vrh svoje blaginje. Jakob je med svojimi potovanji po zahodni Evropi postal goreč zagovornik merkantilističnih idej. Obdelava kovin in ladjedelništvo sta se še bolj razvili. V vojvodini so začeli proizvajati tudi smodnik. Trgovinski odnosi so se razvili ne le s sosednjimi državami, temveč tudi z Veliko Britanijo, Francijo, Nizozemsko in Portugalsko. Jakob je ustanovil trgovsko floto Kurlandije z glavnima pristaniščema Windau in Libau. V Windauu je bilo zgrajenih 120 ladij, od tega več kot 40 vojnih. Vojvodstvo je ustanovila dve koloniji – v Afriki na Otoku sv. Andreja v estuariju reke Gambije in v Karibskem morju na otoku Tobago. Tamkajšnja krajevna imena, povezana s Kurlandijo, so se v teh krajih ohranila do danes. 
Zadnji vojvoda, Peter von Biron, ki je vladal pod močnim ruskim vplivom, je leta 1775 ustanovil Akademijo Petrina. Aprila 1786 je od češke družine Lobkovic kupil vojvodino Sagan in od takrat naprej uporabljal tudi naziv "vojvoda Żagański". Leta 1795 je nadaljnjo usodo Kurlandije določila Rusija,  ko je s svojimi zavezniki sprožila tretjo delitev Poljske. Po "vljudnem priporočilu"  Rusije se je vojvoda odpovedal svojim pravicam v zameno za veliko plačilo. Končni dokument o zamenjavi je bil podpisan 28. marca 1795.

### Razsvetljenstvo
Razsvetljenske ideje so vplivale na lokalne baltske Nemce, od katerih sta predvsem dva igrala veliko vlogo pri ustvarjanju latvijskega naroda.  
Gotthard Friedrich Stender je napisal prvi latvijsko-nemški in nemško-latvijski slovar. Leta 1774 je napisal tudi prvo enciklopedijo z naslovom "Knjiga visoke modrosti sveta in narave" in leta 1787 prvi ilustrirani latvijski abecednik. 
Garlieb Merkel je leta 1796 objavil svojo knjigo "Latvijci", v kateri je razkril grozljive pogoje tlačanstva, v katerih so bili Latvijci prisiljeni živeti zaradi krutosti svojih nemških gospodarjev. 
- Riga leta 1612
- Obleganje Rige leta 1656
- Poštna znamka v spomin na vojvodo Jakoba
- Livonija in Kurlandija leta 1705
- Palača Rundāle, poletna rezidenca vojvode von Birona
- Palača Jelgava, glavna rezidenca  vojvode von Birona

## Rusko obdobje (1721/95–1915/18)
Leta 1700 se je začela velika severna vojna med Švedsko in Rusijo, začeta predvsem zato, ker je Peter Veliki želel zagotoviti in razširiti ruski dostop do baltskih pristanišč. Leta 1710 so Rusi osvojili Rigo, Estonijo in Livonijo, ki se je predala. Izgube zaradi vojaških operacij je še povečal izbruh kuge, ki je na nekaterih območjih ubila do 75 % ljudi. 
Leta 1713 je Peter Veliki ustanovil Riško gubernijo, po različnih upravnih in ozemeljskih reformah pa je bila leta 1796 dokončno ustanovljena Livonska gubernija. Latvijci jo imenujejo Vidzemska gubernija. Švedska se je uradno odpovedala svojim zahtevam po Švedski Livoniji z Nystadskim sporazumom leta 1721. Sporazum je potrdil obstoječe privilegije in svoboščine nemškega baltskega plemstva. Plemstvu je bilo dovoljeno ohraniti njihov finančni sistem, obstoječo carinsko mejo, samoupravne deželne zbore in mestne svete, luteransko vero in nemški jezik. Njihov poseben položaj v Ruskem carstvu so potrdili vsi ruski carji, od Petra Velikega (vladal 1682–1725) do Aleksandra II. (vladal 1855–1881). Ruske zakone je uvedla šele pravosodna reforma leta 1889, ki je hkrati uvedla tudi šolanje v ruskem jeziku. 
Po prvi delitvi Poljske leta 1772 je Rusija pridobila Inflantsko vojvodstvo, ki je bilo najprej vključeno v Mogilevsko gubernijo, po letu 1802 pa v Vitebsko gubernijo. To je privedlo do večje kulturne in jezikovne ločitve Latvijcev od preostalih etničnih Latvijcev. V Vitebski guberniji je bila zgrajena velika Daugavpilška trdnjava. 
Po tretji delitvi Poljske in finančni poravnavi z zadnjim vojvodom Kurlandije in Semgalije leta 1795 je bila ustanovljena Kurlandska gubernija, v kateri so Nemci ohranili svoje privilegije in avtonomijo še naslednjih sto let. Rusko carstvo je po poravnavi posedovalo vsa ozemlja, naseljena z Latvijci. 
Leta 1812 je Napoleonova vojska napadle Rusijo, pruske enote pod vodstvom feldmaršala Yorcka pa so zasedle Kurlandijo in se približale Rigi, kar je privedlo do bitke pri Mesotenu. Napoleon je razglasil obnovo Vojvodine Kurlandije in Semgalije pod francosko in poljsko zaščito. Ruski generalni guverner Rige Ivan Essen je pričakoval napad Francozov in je zažgal lesene hiše v riških predmestjih, da bi odvrnil napadalce, zaradi česar je na tisoče meščanov ostalo brez domov. Yorck ni napadel Rige in decembra 1812 se je Napoleonova vojska umaknila. 

### Emancipacija kmečkega stanu

#### Livonski kmečki zakon (1804)
Po uporu v Kauguriju oktobra 1802 so se carske oblasti odzvale z zakonom, objavljenim 20. februarja 1804, katerega cilj je bil izboljšati razmere kmetov v Livonski guberniji. Kmetje niso bili več vezani na lastnika zemlje, temveč na zemljo, zato so jih lahko prodali le skupaj z zemljo. Kmetje so bili razdeljeni v dva razreda – grajske in orače. Orači so bili razdeljeni na lastnike kmetij in svobodne ljudi. Kmetije so se od zdaj naprej lahko dedovale le znotraj družine. Velikost kmetije in dolžina najema sta bila zdaj regulirana in omejena. Temu zakonu so nasprotovali plemiči, ki so leta 1809 dosegli spremembe zakona, ki so jim ponovno dale več moči nad kmeti in zemljo.

#### Emancipacija v Kurlandiji (1819)
Leta 1816 je Estonska gubernija predlagala zakon o emancipaciji tlačanov, ki je temeljil na vzoru pruskih reform. Carske oblasti so kurlandskemu deželnemu zboru naročile, naj pripravi predlog, ki je bil sprejet 25. avgusta 1817 in razglašen v Jelgavi 30. avgusta 1818 v prisotnosti cesarja Aleksandra I. Emancipacija je začela veljati leta 1819 in se je nadaljevala do leta 1832, saj je bilo vsako leto emancipirano le izbrano število kmetov. Emancipacija je kmetom dala osebno svobodo, ne pa zemlje, ki so jo morali najeti od lastnikov zemljišč. Kmetje niso bili povsem svobodni, saj se še vedno niso mogli preseliti v drugo gubernijo ali mesto brez dovoljenja posestnika. 

#### Emancipacija v Livoniji (1820)
Po emancipaciji v Estoniji in Kurlandiji je bil položaj v Livoniji rešen z zakonom z dne 26. marca 1819, ki je bil zelo podoben zakonu o emancipaciji v Kurlandiji. Razglašen je bil v začetku leta 1820 in je veljal do leta 1832. 

#### Emancipacija v Latgaliji (1861)
Ker je bila Latgalija del ruske Vitebske gubernije, je tlačanstvo tukaj trajalo do leta 1861, ko je bila v Ruskem carstvu razglašena kmetijska  reforma. Sprva so kmetje obdržali svojo zemljo, vendar so morali še naprej plačevati davke in najemnino. To se je končalo z novim zakonom, sprejetim 1. marca 1863.

### Nadaljnje reforme
Po letu 1832 so kmetje dobili svobodo preseljevanja znotraj gubernije. V mesta so se kurlandski kmetje lahko preselili šele od leta 1848. V številnih mestih je takrat prevladovalo nemško in judovsko prebivalstvo. 
Začasni livonski agrarni zakon z dne 9. julija 1849, ki je začel veljati 20. novembra 1850, je ohranil lastninske pravice nemškega plemstva, vendar je kmetom dovoljeval najem ali nakup zemlje. Do leta 1856 je le 23 % kmetov plačevalo najemnino za zemljo, medtem ko so ostali še vedno opravljali tlako. Leta 1860 je ta zakon postal trajen in je vse večjemu številu kmetov omogočil nakup domov. Zakon iz leta 1864 je dovoljeval ustanavljanje kreditnih zadrug, kar je kmetom izboljšalo dostop do kapitala za nakup kmetij od nemških posestnikov. Tik pred začetkom prve svetovne vojne je bilo kupljenih približno 99 % hiš v Kurlandiji in 90 % v Livoniji. To je ustvarilo latvijski razred kmetov, ki so imeli lastno zemljo. Kmetje so postali bogatejši in so lahko svoje sinove pošiljali v višje šole. 
V 70. in 80. letih 19. stoletja so mnogi kmetje, ki niso mogli ali niso želeli kupiti zemlje, izkoristili priložnost za izselitev v Sibirijo, kjer so zemljo podeljevali brezplačno. Do začetka prve svetovne vojne se je v kmetijske kolonije v Sibiriji preselilo približno 200.000 latvijskih kmetov. 

### Dajanje družinskih imen
Obstajajo zapisi o latvijskih priimkih, ki segajo vse do 15. stoletja. Nosilci priimkov so bili skoraj vsi prebivalci velikih mest in so pogosto privzeli germanska družinska imena. Nekateri kmetje so imeli družinska imena že v 17. stoletju, večina pa je imela do emancipacije le ime. Večina ljudi se je identificirala po imenu hiše ali dvorca. Emancipacija je ustvarila potrebo po osebnih dokumentih in s tem po družinskih imenih. Livonski kmetje so morali do leta 1826 sami izbrati družinska imena, v Kurlandiji pa so bila družinska imena izbrana v kampanji, ki je trajala od oktobra 1834 do julija 1835. Kmetom je bilo prepovedano izbrati družinska imena nemškega plemstva in večina je izbirala imena, povezana z živalmi, rastlinami in drevesi, še posebej priljubljene so bile pomanjševalnice – Bērzs (breza), Bērziņš (majhna breza), Kalns (hrib), Kalniņš (majhen hrib). 

### Vera
Latvija je bila pretežno luteranska in katoliška. Leta 1729 je začela svojo misijo v Livoniji Moravska cerkev. Njeni misijonarji s sedežem v Valmieri so dosegli pomemben napredek kljub nasprotovanju nemških zemljiških gospodov, ki so obvladovali luteransko duhovščino. Carska vlada je v letih 1743–1764 Moravsko cerkev prepovedala. Moravsko gibanje je bilo prvo krščansko gibanje, v katerega so se Latvijci vključili prostovoljno. Moravski bratje so delovali neodvisno od nemških posestnikov, njihove cerkvene hiše pa so upravljali Latvijci, kar jim je dalo možnost, da ustvarijo lastne skupnosti. Bratje so dosegli vrh svoje priljubljenosti okoli leta 1820, nekaj let potem, ko je bilo v Livonski guberniji odpravljeno tlačanstvo. 30 župnij je imelo skoraj 100 bogoslužnih hiš in 20.000 članov. 
Carska vlada je kot del svojega programa rusifikacije sponzorirala Rusko pravoslavno cerkev, vendar je luteranstvo ostalo prevladujoča religija, razen v Latgaliji, kjer je prevladovalo katolištvo. Druge protestantske misije, vključno z baptisti, metodisti in adventisti sedmega dne, so imele le nekaj uspeha.
Leta 1571 so bili povabljeni prvi Judje, da se naselijo v Pilteneju, kjer je bila kasneje ustanovljena Kurlandska judovska skupnost. Po vključitvi v Rusko carstvo se je tukaj naselilo veliko Judov iz nekdanje Poljsko-litovske skupnosti.

### Latvijsko narodno prebujanje
Latvijsko narodno prebujanje se je začelo po osvoboditvi tlačanov in rasti pismenosti in izobrazbe. Izobraženi Latvijci se niso več želeli germanizirati. 
Leta 1822 je začel izhajati prvi tedenski časopis v latvijščini, Latvijske novine. Leta 1832 je začel izhajati tednik Tas Latviešu Ķaužu Draugs (Prijatelj latvijskega ljudstva). Pojavili so se prvi latvijski pisci, ki so pisali v latvijščini, med njimi Ansis Liventāls (1803–1877), Jānis Ruģēns (1817–1876) in drugi. Leta 1839 se je v Valmieri odprl zavod za šolanje učiteljev osnovnih šol pod vodstvom Jānisa Cimzeja. 
Sredi 19. stoletja se je med latvijskimi intelektualci začelo gibanje, ki je delno odražalo podobne nacionalistične trende drugod po Evropi. Preporod so od petdesetih do osemdesetih let 19. stoletja vodili "Mladi Latvijci" (latvijsko jaunlatvieši). Mladi Latvijci, sicer predvsem literarno in kulturno gibanje, vendar s pomembnimi političnimi posledicami, so kmalu prišli v hud konflikt z baltskimi Nemci. V tem času se je rodila ideja o enotnem latvijskem narodu. Mladi Latvijci so začeli raziskovati latvijsko folkloro, pesmi in starodavna verovanja. 
V osemdesetih in devetdesetih letih 19. stoletja je Aleksander III. začel politiko rusifikacije, katere cilj je bil zmanjšati nemško avtonomijo v baltskih provincah. Uvedba ruskega jezika v upravo, sodstvo in šolstvo je bila namenjena zmanjšanju prevlade nemščine, vendar je hkrati prepovedala tudi latvijski jezik v javni sferi, zlasti v šolah, kar je bil hud udarec za nastajajočo latvijsko kulturo. 
Z naraščajočo revščino na mnogih podeželskih območjih in rastočo urbanizacijo ter industrializacijo, zlasti v Rigi, se je konec osemdesetih let 19. stoletja pojavilo ohlapno, a široko levičarsko gibanje, imenovano "Nova struja". Vodila sta ga bodoči narodni pesnik Rainis in njegov svak Pēteris Stučka, urednik časopisa Dienas Lapa (Dnevni list). Na to gibanje je kmalu začel vplivati marksizem, kar je privedlo do ustanovitve Latvijske socialdemokratske delavske stranke. Rainis je do svoje smrti ostal socialni demokrat, Stučka pa se je povezal z Leninom, ustanovil prvo boljševiško državo v Latviji in umrl v Moskvi.

### Revolucija leta 1905
V Latviji se je 20. stoletje začelo z eksplozijo ljudskega nezadovoljstva med revolucijo leta 1905. Začelo se je s streljanjem na demonstrante v Rigi 13. januarja, napredovalo v množične stavke oktobra in oborožen upor decembra 1905. Revolucija ni bila usmerjena le proti carski oblasti, temveč tudi proti osovraženim nemškim baronom. V Latviji se namreč večina prebivalstva ni čutila zatirana predvsem s strani Rusije ali Rusov, temveč s strani baltskih Nemcev. Slednji so tvorili samo približno sedem odstotkov prebivalstva, vendar so vzpostavili sistem,  v katerem so bili na vrhu oni sami, latvijsko govoreči pa so ostali večinoma revni in brez zemlje. V revolucijo niso bili vključeni  le levičarski socialni demokrati in industrijski delavci, temveč tudi bolj konzervativni kmetje in latvijska inteligenca, saj je bila Latvija kljub temu, da so bili Latvijci v lastni državi drugorazredni državljani, visoko pismena in industrializirana družba. Riga je po številu industrijskih delavcev zaostajala le za Sankt Peterburgom in Moskvo. Na prelomu stoletja je znalo brati več kot 90 % Latvijcev. V tem pogledu je bila Latvija enako dobro pripravljena na radikalno levico kot na nacionalizem. Skupno gledano so bile gubernije, ki so sestavljale današnjo Latvijo, pod vodstvom Latvijske socialdemokratske delavske stranke (LSDSP)  verjetno najbolj neobvladljive v celotnem Ruskem carstvu.
Po streljanju na demonstrante v Sankt Peterburgu 9. januarja 1905 se je v Rigi začela obsežna splošna stavka. Ruski vojaki so 13. januarja v Rigi streljali na protestnike in ubili 73 in ranili 200 ljudi. 
Poleti 1905 so se glavni revolucionarni dogodki preselili na podeželje. V 94 % župnij v Latviji je bilo izvoljenih 470 novih upravnih organov župnij. Kongres predstavnikov župnij je bil novembra v Rigi. Vmes je prihajalo je do množičnih shodov in demonstracij, vključno z nasilnimi napadi na baltske nemške plemiče, požiganjem posestev in zasegom premoženja, tudi z orožjem. Skupno je bilo požganih 449 nemških graščin. 
Jeseni 1905 se je na podeželju Vidzemeja in Kurlandije začel oborožen spopad med nemškim plemstvom in latvijskimi kmeti. V Kurlandiji so kmetje zavzeli ali obkolili več mest, kjer so ustanovili revolucionarne svete. V Vidzemeju so borci nadzorovali železniško progo Rūjiena-Pärnu. Leta 1905 je bilo v Latviji zabeleženih skupno tisoč oboroženih spopadov.
V Kurlandiji je bilo avgusta, v Vidzemeju konec novembra 1905, razglašeno vojno stanje. Sredi decembra so bile tja poslane posebne kazenske ekspedicije kozaške konjenice in baltskih Nemcev, da bi zatrle gibanje. Brez sojenja ali preiskave je bilo usmrčenih več kot 2000 ljudi in požganih 300 hiš in javnih zgradb. Usmrčeni so bili pogosto lokalni učitelji ali kmečki aktivisti, ki so pokazali nespoštovanje do nemških plemičev, in ne nujno zakrneli revolucionarji. 427 ljudi je bilo na vojaških sodiščih obsojenih na smrt  in usmrčenih. 2652 ljudi je bilo izgnanih v Sibirijo, več kot 5000 pa jih je odšlo v izgnanstvo v Zahodno Evropo ali ZDA. Leta 1906 se je revolucionarno gibanje postopoma umirilo, vendar so se nekateri lokalni protesti in akcije gozdnih gverilcev nadaljevali vse do leta 1907. Slednji so izvedli nekaj drznih napadov: 17. januarja 1906 so osvobodili zaprte tovariše iz policijskega sedeža v Rigi, 26. februarja 1906 so oropali banko v Helsinkih in leta 1910 oblegali Sidney Street v Londonu. 
Med izgnanci so bili aktivisti z leve in desne strani, sicer politični nasprotniki. Med njimi so bili bodoči premier Kārlis Ulmanis, narodni pesnik Jānis Rainis in eden prvih vodil ČEKE Jēkabs Peterss.
- Jānis Rainis (okoli 1900)
- Latvijski delavci proti kozakom, Spomenik svobode
- Spomenik žrtvam 13. januarja 1905
- Požgana graščina Allaži

## Prva svetovna vojna
1. avgusta 1914 je Nemčija napovedala vojno Rusiji. Ker je Kurlandska gubernija neposredno mejila z Nemčijo, se je takoj znašla v vojni. 2. avgusta sta nemški vojni ladji SMS Augsburg in SMS Magdeburg obstreljevali pristaniško mesto Liepāja in povzročili manjšo škodo. 19. avgusta je nemška mornarica poskušala zavzeti svetilnik Užava, vendar je bila odbita, nakar ga je nemško topništvo uničilo. Oktobra sta v Liepājo prispeli britanski podmornici HMS E1 in HMS E9 iz britanske flote podmornic v Baltskem morju. 17. novembra je nemška mornarica ponovno obstreljevala Liepājo in vojaške objekte v Karosti in poškodovala približno 100 stavb. 
Mnogi Latvijci so služili v ruskih enotah na nemški meji in sodelovali v ruski invaziji na Vzhodno Prusijo. Sodelovali so tudi v prvi bitki pri Mazurskih jezerih, drugi bitki pri Mazurskih jezerih in bitki pri Augustovu. Latvijske izgube v teh bitkah bi lahko dosegle 25.000 mrtvih.

### Nemški napad in begunci
Do maja 1915 je vojna dosegla večji del Latvije. Ruski vrhovni poveljnik je 30. aprila ukazal evakuacijo vseh Judov iz Kurlandije v 24 urah. 2. maja 1915 je bil nemški napad na Jelgavo odbit. 7. maja so Nemci zavzeli Liepajo in Kuldigo. 
29. junija je rusko vrhovno poveljstvo ukazalo evakuacijo celotnega prebivalstva Kurlandije in na vzhod je zbežalo približno 500.000 beguncev. Velik del pridelkov in stanovanj je vojska uničila, da bi preprečila, da bi padli v nemške roke. Nekateri begunci so se naselili v Vidzemeju, večina pa je nadaljevala pot v Rusijo, kjer so se morali naseliti v neprimernih razmerah in trpeti zaradi lakote in bolezni. Avgusta 1915 je bil v Petrogradu ustanovljen Latvijski centralni odbor za pomoč beguncem, ki so ga vodili bodoči politiki Vilis Olavs, Jānis Čakste in Arveds Bergs. Odbor je organiziral nastanitev za begunce, organiziral 54 šol, 25 bolnišnic in razdelil pomoč. Mnogi begunci so se v Latvijo vrnili šele po letu 1920, ko je bil podpisan mirovni sporazum med Latvijo in Sovjetsko Rusijo. Mnogi Latvijci so ostali v novi boljševiški državi in dosegli visoke vojaške in strankarske položaje. 
19. julija 1915 je ruski vojni minister ukazal evakuacijo tovarn v Rigi skupaj z njihovimi delavci. Poleti 1915 so iz tovarn odpeljali 30.000 železniških vagonov strojev in opreme, kar je zmanjšalo prebivalstvo Rige za približno 50 %. Selitev je uničila Rigo kot veliko industrijsko središče vse do kasnejše industrializacije pod sovjetskim režimom. 
1. avgusta so Nemci zavzeli glavno mesto Kurlandije Jelgavo. Teden dni kasneje se je začela bitka v Riškem zalivu, ki jo je Nemčija na koncu izgubila. Do 23. oktobra so Nemci zavzeli Ilūkste in bili v dosegu Daugavpilsa. 

### Latvijski strelci
Potem ko so Nemci 17. in 18. julija 1915 zavzeli Dobele, Talsi, Tukums in Ventspils, so člani državne dume v javnem razglasu, ki ga je napisal Kārlis Skalbe, pozvali k oblikovanju prostovoljnih latvijskih strelskih enot. Avgusta se je začelo oblikovanje latvijskih bataljonov. Od leta 1915 do 1917 so se strelci v ruski vojski borili proti Nemcem na obrambnih položajih ob reki Dvini, zlasti na mostišču Nāves sala (Otok smrti). Decembra 1916 in januarja 1917 so v enomesečnih božičnih bitkah utrpeli velike izgube. Mnogi od njih so bili pokopani na novo ustanovljenem Pokopališču bratov v Rigi. 
Po veliki ofenzivi leta 1915 se je frontna črta vzdolž reke Dvine stabilizirala, dokler se ruska vojska v začetku leta 1917 ni začela sesuvati. Februarja 1917 je v Rusiji izbruhnila revolucija in poleti se je ruska vojska sesula. Strelci so v veliki večini prestopili na stran boljševikov. Naslednja nemška ofenziva je bila uspešna in 3. septembra 1917 so Nemci vstopili v Rigo. 
Novembra 1917 so boljševiki prevzeli oblast v Rusiji. Čeprav so etnični Latvijci postali pomembna sila pri zagotavljanju sovjetske oblasti v vojski, prvi vrhovni poveljnik Rdeče armade je bil Latvijec Jukums Vācietis, si je boljševistična vlada prizadevala končati vojno in marca 1918 je bila podpisan Brestlitovski mir, ki je Nemcem podaril Kurlandijo in Livlandsko gubernijo. Nemci so na tem ozemlju hitro vzpostavili okupacijski režim, ki je trajal do 11. novembra 1918. V tem času so Nemci poskušali ustvariti Združeno baltsko vojvodstvo v trajni uniji s Prusko krono. 

### Vojna škoda
Raziskava iz leta 1920 je pokazala, da je imelo 56,7 % latvijski župnij vojno škodo. Prebivalstvo se je zmanjšalo z 2,55 milijona na 1,59 milijona. Število etničnih Latvijcev ni nikoli več doseglo ravni iz leta 1914. Uničenih je bilo 87.700 stavb. 27 % obdelovalnih zemljišč je bilo zapuščenih. Velik del industrije je bil evakuiran v Rusijo in za vedno izgubljen. Pristanišča so bila poškodovana zaradi potopljenih ladij, mostovi so bili razstreljeni, železnice pa poškodovane. Uničenih je bilo 25.000 kmetij, ubitih 70.000 konj in izgubljenih 170.000 glav goveda.
- SMS Augsburg 4. avgusta 1914
- Latvijski strelci (1915)
- Ilūkste before destruction in 1915
- Pokopališče bratov v Rigi
- Nemški vojaki v Liepāji maja 1915
- Nemška parada v Rigi leta 1917
- Nemški vojaki na železniškem mostu v  Rigi

## Konkurenčna gibanja za državnost (1917–1920)
Potek prve svetovne vojne, ki je neposredno vključeval Latvijce in latvijsko ozemlje, je spodbudil idejo o latvijski državnosti. Poleti 1915 je nemška vojska osvojila Kurlandijo in Semgalijo, kar je povzročilo eksodus Latvijcev iz teh dveh provinc. Lokalni politiki so si pridobili izkušnje z organiziranjem pomoči latvijskih beguncem in njihovega kulturnega življenja. Latvijski strelci, ujeti med napadajočimi Nemci in nesposobnimi Rusi, so se med to vojno borili na ruski strani in so se po večkratnih neuspehih pod carskimi generali vse bolj radikalizirali. Med rusko državljansko vojno 1917–1923 se je za boljševike borila pomembna skupina njih, znana kot Rdeči strelci. Nemci iz Nemškega cesarstva in lokalni baltski Nemci so načrtovali priključitev starodavnih livonskih in estonskih ozemelj k nemški državi. V kaotičnem obdobju propadanja ruskega in nemškega imperija, februarsko revolucijo marca 1917, boljševiško revolucijo novembra 1917, sovjetsko ofenzivo proti zahodu 1918–1919 in začetkom ruske državljanske vojne so si Latvijci na različne načine prizadevali vzpostaviti lokalno samoupravo. Vsa ta prizadevanja niso bila namenjena vzpostavitvi neodvisne države ali celo latvijske države. 

### Začasni deželni sveti
Po februarski revoluciji v Ruskem carstvu večina Latvijcev za svojo državo ni pričakovala več kot federativni status v ruski državi. Slogan tistega časa je bil "Svobodna Latvija v svobodni Rusiji". Med 12. in 13. marcem 1917 je v Valmieri potekal Semgalski deželni kongres, na katerem je bil ustanovljen Začasni deželni svet Semgalije. Kurlandijo so zasedli Nemci, ki so vse bolj podpirali idejo o ustanovitvi marionetne Vojvodine Kurlandije in Semgalije, ki bi jo priključili Nemčiji. Okrožja Vitebske gubernije, naseljena z Latgalci, so zahtevala enotnost z drugimi latvijskimi provincami, se pravi združitev latgalskih in baltskih Latvijcev, kar se je zgodilo šele po boljševiški revoluciji. 

### Iskolat
5. julija 1917 je ruska začasna vlada priznala izvoljena Deželna sveta Semgalije in Kurlandije. Latvijci, spodbujeni z liberalizmom začasne vlade, so predstavili predloge, ki so predvidevali široko lokalno avtonomijo. 12. avgusta 1917 so latvijske organizacije skupaj zaprosile začasno vlado v Petrogradu za avtonomijo in samoodločbo. Med kongresom, ki je potekal 11. in 12. avgusta (po starem koledarju 29. in 30. Julija) v Rigi, so levičarski socialni demokrati, pod močnim vplivom boljševikov, ustanovili Iskolat, vlado,  poimenovano po "Izvršilnem odboru Sveta delavcev, vojakov in poslancev brez zemlje Latvije" (rusko Исполнительный комитет совета рабочих, солдатских и безземельных депутатов Латвии, romanizirano Ispolnitel'nji komitet soveta rabočih, soldatskih i bezzemel'nih deputatov Latvii). Ko je nemška vojska 3. septembra 1917 zasedla Rigo, se je Iskolat umaknil v Semgalijo, kjer je prevzel izvršilno oblast. Tako imenovana Iskolatska republika je obstajala od 21. novembra 1917 do 3. marca 1918. Iskolat se je zaradi nemških napadov umaknil v Cēsis in od tam v Valko. Razpuščen je bil marca 1918, potem ko je Brestlitovski mir 3. marca 1918 dodelil latvijska ozemlja, razen Latgalije, Nemčiji. 

### Demokratski blok
V Rigi, ki so jo okupirali Nemci, je Latvijska socialdemokratska stranka po predhodnem sestanku 14. septembra 23. septembra 1917 skupaj z Latvijsko kmečko zvezo in nekaterimi manjšimi republikanskimi in socialističnimi strankami ustanovila Demokratični blok. Slednji je vložil peticijo na Ober Ost za obnovitev izvoljenega Mestnega sveta Rige, ponovno odprtje šol in svobodo tiska. Demokratični blok ni bil formalna organizacija, temveč koalicija politikov, ki so imeli podobne politične cilje. 
Latvijski socialni demokrati so izkoristili svoje stare stike z Nemško socialnodemokratsko stranko za neposredno lobiranje pri politikih v Berlinu. 19. oktobra 1918 so predstavniki Demokratskega bloka nemškemu cesarskemu kanclerju, princu Maksimilijanu Badenskemu, izročili peticijo, v kateri so zahtevali umik okupacijskih sil, izpustitev vojnih ujetnikov in priznanje neodvisne latvijske države. 

### Latvijski narodni svet
Oktobra 1917 so se v Petrogradu sestali centristični politiki in se dogovorili za ustanovitev enotnega sveta vseh latvijskih strank, organizacij za podporo beguncem in vojaških odborov. 29. novembra 1917 je bil v Valki ustanovljen Latvijski začasni narodni svet, ki je 2. decembra 1917 razglasil latvijsko avtonomijo na ozemljih, kjer živijo Latvijci, in se razglasil za edini predstavniški organ Latvijcev. Svet je razglasil tri glavne cilje: sklic ustavodajne skupščine, vzpostavitev politične avtonomije in združitev vseh ozemelj, naseljenih z Latvijci. 
Državni svet je pod predsedstvom Voldemārsa Zāmuēlsa poslal delegacijo pod vodstvom bodočega ministra za zunanje zadeve Zigfrīdsa Anne Meierovics  v zavezniške države, da bi pridobil njihovo podporo za neodvisno Latvijo. 
Začasni narodni svet je nekaj mesecev deloval v  Valki, hkrati in  v istem mestu kot boljševiški Iskolat. Valka, majhno mesto  na meji med etničnimi Estonci in etničnimi Latvijci,  je bila praktično prestolnica Latvijcev. Iskolat je decembra 1917 predlagal prepoved Začasnega sveta. 
5. januarja 1918 je latvijski poslanec Jānis Goldmanis, pobudnik oblikovanja latvijskih strelskih enot leta 1915, med edinim zasedanjem demokratično izvoljene ustavodajne skupščine Rusije, ki so jo kasneje razpustili boljševiki, prebral deklaracijo o ločitvi Latvije od Rusije. 
Na svojem drugem zasedanju, ki je potekalo v Petrogradu, je Latvijski narodni svet 30. januarja 1918 razglasil, da mora biti Latvija neodvisna demokratična republika, v kateri bi bile združene latvijske pokrajine Kurlandija, vključno s Semgalijo, Vidzeme in Latgalija. 
3. marca 1918 je Sovjetska Rusija podpisala Brestlitovski sporazum s Centralnimi silami. V skladu s sporazumom se je Rusija odpovedala Kurlandiji in Vidzemeju, ne pa Latgaliji. Narodni svet je protestiral proti delitvi latvijskih dežel in priključitvi Kurlandije k Nemčiji. 
Britanski imperij je 11. novembra 1918 priznal Latvijski narodni svet kot dejansko vlado, s čimer je potrdil predhodno ustno sporočilo britanskega ministra za zunanje zadeve A. J. Balfourja z dne 23. oktobra Zigfrīdsu Anni Meierovicsu.
Narodni svet je imel kljub tem diplomatskim uspehom veliko težavo: Socialni demokrati in Demokratski blok se mu nista hotela pridružiti, kar je preprečilo vzpostavitev nacionalnega soglasja za razglasitev neodvisnosti. Neenotnost se je končala šele 17. novembra 1918, ko je bil ustanovljen Ljudski svet (Tautas padome). 

### Združeno baltsko vojvodstvo
22. septembra 1918 je nemški cesar Viljem II. razglasil baltske province za svobodne, 5. novembra pa so Nemci razglasili ustanovitev  Združenega baltskega vojvodstva na čelu z vojvodo Adolfom Friedrichom Mecklenburškim. Nemški projekt je, podobno kot v sosednji Litvi, propadel skupaj z Nemškim cesarstvom 9. novembra in premirjem, sklenjenim 11. novembra 1918. 
22. novembra 1918 je novi generalni pooblaščenec Nemčije August Winnig priznal latvijsko začasno vlado, ki jo je Ljudski svet ustanovil 18. novembra. 28. novembra se je Regentski svet Združenega baltskega vojvodstva razpustil. 

### Ljudski svet
Po propadu nemškega projekta sta Narodni svet in Demokratski blok začela 9. novembra pogovore o združitvi. Socialni demokrati so vztrajali, da mora biti nova Latvija socialistična država, kar se je drugim strankam zdelo nesprejemljivo. Socialni demokrati so zato zavrnili pridružitev k Narodnemu svetu in so namesto tega vztrajali pri ustanovitvi nove enotne organizacije. Pogovore o združitvi sta vodila voditelja Kmečke zveze Kārlis Ulmanis in Miķelis Valters, medtem ko so voditelji Narodnega sveta Voldemārs Zāmuēls, Arveds Bergs in Ādolfs Klīve stali ob strani. 
17. novembra 1918 so se konkurenčne latvijske frakcije končno združile v Ljudskem svetu, ki je 18. novembra 1918 razglasil neodvisno Republiko Latvijo in ustanovil latvijsko začasno vlado. 
17. novembra je Sovjetska Rusija začela ofenzivo proti zahodu, s katero je želela ponovno osvojiti ruske zahodne province, čemur je sledila latvijska vojna za neodvisnost. 
Levo krilo latvijskih socialnih demokratov se je povezalo z boljševiki in na svoji konferenci 18. in 19. novembra 1918 Latvijo razglasilo za del Ruske sovjetske federacije. 

### Vojna za neodvisnost
1. decembra 1918 je Sovjetska Rusija napadla Latvijo. Velik del invazijske vojske v Latviji so sestavljali Rdeči latvijski strelci, kar je olajšalo invazijo. Sovjetska ofenziva je naletela na le malo odpora, saj se je zgodila le nekaj tednov po razpadu Nemškega cesarstva in razglasitvi neodvisne Latvije. Socialdemokratska stranka Latvije se je na tej točki odločila, da zapusti Ljudski svet. Ponovno se mu je pridružila šele aprila 1918. 17. decembra 1918 je začasna delavsko-kmečka vlada pod vodstvom veteranskega levičarskega politika Pēterisa Stučke razglasila sovjetsko oblast. 18. decembra je Lenin uradno priznal novo Sovjetsko Latvijo. 
Sovjetska vojska je Rigo zavzela 3. januarja 1919. Do konca januarja so se začasna vlada in preostale nemške enote umaknile vse do Liepāje, nato pa se je rdeča ofenziva ob reki Venti ustavila. Latvijska socialistična sovjetska republika je bila uradno razglašena 13. januarja s politično, gospodarsko in vojaško podporo Sovjetske Rusije. Stučka je vzpostavil radikalni komunistični režim nacionalizacij, razlastitev in usmrtitev razrednih sovražnikov. Ustanovljena so bila revolucionarna sodišča, ki so na smrt obsojala nemške plemiče, pastorje in bogate trgovce, pa tudi kmete, ki niso hoteli predati svojega žita. Skupno je bilo usmrčenih približno 1000 ljudi. Zaradi motenj v oskrbi s hrano je v Rigi od lakote umrlo 8590 ljudi. 
3. marca 1919 so nemške in latvijske sile začele protinapad proti silam Sovjetske Latvije. 16. aprila je baltsko plemstvo v Liepāji organiziralo državni udar in ustanovilo marionetno vlado pod vodstvom Andrieva Niedre, ki je bila na oblasti od 26. aprila 1919, vendar  le dva meseca. Začasna nacionalna vlada se je zatekla na parnik Saratov  v Liepaji, ki je bila pod britansko zaščito. 22. maja 1919 so nemške enote Freikorps pod poveljstvom nemškega generalmajorja Rüdigerja von der Goltza ponovno zavzele Rigo in začel se je beli teror proti vsem osumljenim sovjetskim simpatizerjem. Hkrati je estonska vojska, vključno s severnolatvijsko brigado, zvesto latvijski začasni vladi pod vodstvom Ulmanisa, začela veliko ofenzivo proti Sovjetom v severni Latviji. Do sredine junija se je sovjetska oblast skrčila na Latgalijo. 
Junija 1919 so se začeli spopadi med Baltskimi domobranci (Baltische Landeswehr) na eni strani in estonsko 3. divizijo, vključno z 2. Cēziškim polkom severnolatvijske brigade, na drugi. 3. divizija je 23. junija v bitki pri Wendnu premagala nemške sile. V Strazdumuiži je bilo zatem podpisano premirje, po katerem so morali Nemci zapustiti Latvijo.
Nemške sile so bile po umiku vključene v Zahodnorusko prostovoljno armado. 5. oktobra se  je začela ofenzivo na Rigo in zavzela zahodni breg reke Dvine. Latvijska protiofenziva se je začela 11. novembra, v kateri je bila do konca meseca Zahodnoruska prostovoljna armada pregnana iz Latvije. Med bitkami v Rigi je latvijske sile podpirala britanska mornariška artilerija. 
3. januarja 1920 so združene latvijske in poljske sile napadle sovjetsko vojsko v Latgaliji in v bitki za Daugavpilsu do 5. januarja osvojile mesto. Do konca januarja so dosegle etnografsko mejo Latvije in se kmalu zatem začele pogajati za mir s Sovjeti.

### Mir in mednarodno priznanje
Med Pariško mirovno konferenco leta 1919 si je Latvija neuspešno prizadevala za mednarodno de iure priznanje svoje neodvisnosti s strani zavezniških držav. Zavezniki so še vedno upali na hiter konec boljševiškega režima v Sovjetski Rusiji in vzpostavitev demokratične ruske države, ki bi Latviji podelila veliko stopnjo avtonomije. Nestabilne so bile tudi notranje razmere v Latviji, saj so se leta 1919 za oblast borile kar tri različne vlade: latvijska, nemško-bela ruska in sovjetska. 
Po besedah latvijskih diplomatov sta ZDA in Francija v tem času nasprotovali priznanju Latvije. Italija in Japonska sta idejo podprli, medtem ko je Združeno kraljestvo nudilo omejeno podporo in čakalo na razplet dogodkov. 
11. avgusta 1920 se je Sovjetska Rusija v skladu z določbami latvijsko-sovjetskega mirovnega sporazuma odpovedala oblasti nad latvijskim narodom in svojim zahtevam po latvijskem ozemlju z naslednjo izjavo: 
"Rusija brez ugovorov priznava neodvisnost in suverenost latvijske države in se za vedno odpoveduje vsem suverenim pravicam, ki jih ima Rusija v zvezi z latvijskim narodom in deželo na podlagi prejšnje državnopravne ureditve, kot tudi vsem mednarodnim sporazumom, ki vsi izgubijo svojo veljavnost in učinek za vse prihodnje čase, kot je določeno v tem dokumentu. Latvijski narod in dežela nimata nobenih obveznosti, ki izhajajo iz njune prejšnje posesti s strani Rusije." 
Leta 1920 je Latvija skupaj z Litvo in Estonijo zaprosila za pridružitev Društvu narodov, vendar ji je bilo članstvo takrat zavrnjeno. 
Ko je zmaga Sovjetov v ruski državljanski vojni postala očitna in po močnem lobiranju latvijskega zunanjega ministra Zigfrīdsa Anne Meierovicsa, je Zavezniški vrhovni vojni svet, ki ga so sestavljale Združeno kraljestvo, Francija, Belgija, Italija in Japonska, 26. januarja 1921 priznal neodvisnost Latvije. Kmalu je sledilo priznanje mnogih drugih držav. Latvija je postala članica Društva narodov 22. septembra 1921. ZDA so Latvijo priznale šele julija 1922. Do leta 1940 je Latvijo priznalo skupno 42 držav.

## Parlamentarno Obdobje (1920–1934)
Potem ko je bila Latgalija januarja 1920 dokončno osvobojena izpod Sovjetov, so bile 17. in 18. aprila 1920 volitve v ustavodajno skupščino Latvije. Prebivalstvo Latvije se je med preteklimi dogajanji zmanjšalo za skoraj milijon: z 2.552.000 na 1.596.000 leta 1920, v Rigi s 520.000 na 225.000. Za  150 sedežev v parlamentu se je potegovalo 50 strankarskih list in kandidatov. Volitev se je udeležilo skoraj 85 % volilnih upravičencev, v parlament pa je bilo izvoljenih 16 strank. Socialdemokratska delavska stranka je osvojila 57 sedežev, Kmečka zveza 26 in Latgalska kmečka stranka 17. Ta vzorec rezultatov je zaznamoval vse prihodnje parlamente:  veliko število strank, ki so zastopale majhne interesne skupine, je zahtevalo oblikovanje nestabilnih koalicijskih vlad. Največja posamezna stranka, Socialni demokrati, je dobila mesto predsednika parlamenta (Saeima), vendar  se je izogibala sodelovanju v vladah. Med letoma 1922 in 1934 je imela Latvija 13 vlad in 9 predsednikov vlad. 
15. februarja 1922 je bila sprejeta latvijska ustava, junija pa nov volilni zakon. 
V parlamentarnem obdobju so potekale štiri državne volitve, na katerih so bili izvoljeni  prvi (1922–1925), drugi (1925–1928), tretji (1928–1931) in četrti parlament  (1931–1934). Izvoljeni so bili trije državni predsedniki: Jānis Čakste (1922–1927), ki je umrl med opravljanjem funkcije, Gustavs Zemgals (1927–1930), ki ni hotel ponovno kandidirati, in Alberts Kviesis (1930–1936), ki je sprejel državni udar 15. maja 1936. 

### Mejni spori

#### Na vzhodu
Latvijsko-sovjetski mirovni sporazum je določil vzhodno mejo Latvije s Sovjetsko Rusijo. Po letu 1944 je Sovjetska zveza dele Abrenskega okrožja priključila RSFSR kot Pitalovsko okrožje. Latvija se je leta 2007 odpovedala vsem pravnim zahtevam do tega ozemlja. 

#### Na severu
Leta 1919 je Estonija nudila vojaško pomoč Latviji pod pogojem, da bodo izpolnjene nekatere njene ozemeljske zahteve v Vidzemeju. Latvijci so to zavrnili, Estonija pa je umaknila svojo podporo. Estonske zahteve so se osredotočale na okrožje Valka ter ozemlja v Apeju, Veclaiceneju, Ipiķi in Lodeju. 22. marca 1920 sta se Estonija in Latvija dogovorili za ustanovitev komisije za poravnavo, ki jo je vodil britanski polkovnik Stephen Tallents. Latvija je obdržala župnijo Ainaži in večino drugih spornih ozemelj, izgubila pa je mesto Valka (danes Valga, Estonija). Vprašanje etnično švedskega otoka Ruhnu v Riškem zalivu je bilo prepuščeno odločitvi obeh držav. Latvija se je dokončno odpovedala vsem zahtevam glede otoka Ruhnu, potem ko je 1. novembra 1923 podpisala vojaško zavezništvo z Estonijo.

#### Na jugu
Latvija je predlagala, da južna meja nekdanje Kurlandske gubernije z Litvo ostane nespremenjena, vendar so si Litovci želeli pridobiti dostop do morja, saj v tem času niso obvladovali ozemlja okoli Klajpede. Septembra 1919 je litovska vojska med napadom na Sovjete zasedla velik del občine Ilūkste in grozila, da bo zavzela tudi Daugavpils. Med koncem avgusta in začetkom septembra 1920 je latvijska vojska izrinila Litovce z zasedenega ozemlja. Litovci, oslabljeni zaradi upora Żeligowskega oktobra 1920, spopada z Latvijci niso stopnjevali. 25. septembra 1920 sta se Latvija in Litva dogovorili, da bosta za rešitev tega spora ustanovili mednarodno arbitražno komisijo pod vodstvom Jamesa Younga Simpsona. Marca 1921 je Litva dobila pristaniško mesto Palanga, vas Šventoji, dele občine Rucava in železniško križišče Mažeikiai na železniški progi Riga–Jelgava–Liepāja, kar je pomenilo, da je morala Latvija zgraditi novo železniško progo. Latvija je prejela mesto Aknīste in nekaj manjših ozemelj v občini Aknīste, župniji Ukri in občino Bauska. Latvija se je odpovedala 283,3 km2 ozemlja in prejela 290 km2. Približno 16 do 20 tisoč etničnih Latvijcev je tako postalo litovskih državljanov. 
Zaradi poljsko-sovjetske vojne 1918–1921 si je Poljska zagotovila 105 km dolgo mejo z Latvijo. Julija 1919 je Poljska napovedala priključitev vseh ozemelj južno od Daugavpilsa in njihovo vključitev v okrožje Braslaw. Latvija se temu ni mogla upirati, saj je pred odločilno bitko pri Daugavpilsu januarja 1920 proti Sovjetom še vedno potrebovala poljsko vojaško pomoč. Vprašanje je rešil ponovni sovjetski napad na Poljsko in kasneje poljsko-litovski spor glede Vilne. Med sovjetskim napadom julija 1920 so se poljske sile umaknile s tega območja, ki so ga nato zasedle latvijske sile. Po uporu Želigowskega je Poljska želela imeti dobre diplomatske odnose z Latvijo in ni vlagala nobenih resnih ozemeljskih zahtev. Vprašanje je bilo rešeno februarja 1929, ko sta Latvija in Poljska podpisali trgovinski sporazum, ki je vključevala tajni dogovor o odškodnini poljskim lastnikom zemljišč za izgubljeno premoženje. Do leta 1937 je Latvija plačala celoten znesek 5 milijonov zlatih latov. Latvijsko-poljska meja je bila kljub nekaterim protestom Litve začrtana med letoma 1933 in 1938. 

### Zunanji odnosi
Med prvimi zunanjepolitičnimi cilji neodvisne Latvije je bila sklenitev miru s Sovjetsko Rusijo in Nemčijo, pridobitev mednarodnega priznanja in vstop v Društvo narodov. Vse to je bilo doseženo s prizadevanji Zigfrīdsa Anna Meierovicsa. 
Upanje na združitev baltskih držav – Poljske, Litve, Latvije, Estonije in Finske,  je po letu 1922 zbledelo. Latvija je zatem postala najbolj energična zagovornica baltske enotnosti in baltske antante. 1. novembra 1923 sta Latvija in Estonija podpisali vojaško zavezništvo, ki so mu sledili trgovinski sporazumi. Latvija si je prizadevala ohranjati dobre odnose z regionalnima hegemonoma Sovjetsko Rusijo in Nemčijo in upala na večjo podporo Velike Britanije. Tuje vlade so do leta 1928 v Latviji odprle 21 veleposlaništev in 45 konzulatov. Nekateri konzulati so bili v pristaniških mestih Liepāja in Ventspils. 
Latvija je leta 1922 kupila veleposlaništvo v Berlinu, leta 1923 v Talinu in Varšavi, leta 1925 v Londonu, leta 1927 v  Parizu in leta 1938 v Ženevi.

### Politika
Socialdemokratska delavska stranka je kot največja stranka v vseh medvojnih parlamentih imela položaj predsednika parlamenta. V prvem sklicu je parlamentu predsedoval Fridrihs Veismanis in v drugem, tretjem in četrtem Pauls Kalniņš. Zavrnitev sodelovanja socialnih demokratov v vladah, razen dvakrat v kratkotrajnih kabinetih, je pomenila, da je vlado običajno vodila desnosredinska Kmečka zveza ali koalicija manjših strank, saj so bili sedeži v parlamentu razdeljeni med številne stranke, od katerih je vsaka imela le nekaj poslancev. 
Socialni demokrati so bili razdeljeni med glavno Socialdemokratsko delavsko stranko, ki so jo vodili Pauls Kalniņš, Ansis Rudevics in Fricis Menders, in odcepljeno Socialdemokratsko manjšinsko stranko, ki jo je vodil Marģers Skujenieks. Prva je na prvih volitvah osvojila 30 sedežev, a je na naslednjih volitvah izgubljala glasove. Druga je bila bolj centristična in Marģersu Skujenieksu je dvakrat celo uspelo voditi vlado. Glavna socialdemokratska stranka je ohranila politiko idealov Socialistične internacionale in kritizirala obstoječi kapitalistični sistem. Stranka se je izogibala uporabi državne zastave in petju državne himne in je namesto tega na svojih srečanjih uporabljala rdečo zastavo in pela "Internacionalo". Njihova priljubljenost je kmalu padla do te mere, da je v četrtem sklicu parlamenta imela le 21 sedežev. 
Latvijska kmečka zveza, ki je s 14 do 17 poslanci predstavljala drugo največjo parlamentarno frakcijo, je bila največja med konservativnimi strankami. Vedno bolj se je morala kosati z nekaterimi manjšimi kmečkimi, katoliško-kmečkimi in latgalsko-kmečkimi strankami, ki so na vsakih naslednjih volitvah dobile več glasov. Kmečko zvezo so vodili Kārlis Ulmanis, Zigfrīds Anna Meierovics in Hugo Celmiņš. Padajoča priljubljenost Ulmanisa in Kmečke zveze je bila morda eden od razlogov za latvijski državni udar 15. maja 1934, saj je Ulmanis poskušal preprečiti nadaljnjo izgubo svojega političnega vpliva in moči na volitvah, predvidenih za oktober 1934. 
Demokratična sredinska stranka, ki jo je vodil Gustavs Zemgals, je zastopala večinoma mestne uradnike srednjega razreda in državne uslužbence. 
Nacionalna unija, ki jo je vodil Arveds Bergs, je bila nacionalistična, protisovjetska, desnosredinsko usmerjena stranka, ki je privabljala predvsem meščane. Skrajne nacionaliste je zastopala antisemitska skupina Pērkonkrusts, ustanovljena leta 1933, ki jo je vodil Gustavs Celmiņš. 
Večina preostalih majhnih strank je bila bodisi etničnih – nemških, judovskih ali poljskih – bodisi so zastopale posamezne gospodarske skupine – male kmetovalce, lastnike hiš in celo železniške delavce. Majhne stranke so običajno oblikovale večje koalicije in nato izkoristile svoj vpliv za pridružitev vladajoči koaliciji. Ena najvplivnejših je bila koalicija latgalskih strank.

### Referendumi
V tem času so potekali štirje referendumi, povezani z vprašanji, s katerimi se je soočala nova država. 
19. julija 1922 je Latvija podpisala konkordat z Vatikanom. Konkordat je motivirala potreba po boljši vključitvi močno katoliške Latgalije v državo, v kateri prevladujejo luterani. V tradicionalno luteranski Rigi so nekatere stavbe, ki so pripadale Ruski pravoslavni cerkvi, podarili katoličanom, luteranska stolnica sv. Jakoba pa je bila prenesena na katoličane kot njihova nova stolnica.  
1. in 2. septembra 1923 je bil izveden referendum o cerkveni lastnini, ki naj bi preprečil nadaljnje prisilne prenose cerkva in lastnine iz ene veroizpovedi v drugo. Udeležilo se ga je približno 200.000 oziroma 20 % volivcev, referendum pa je bil neuspešen. 
2. junija 1927 je parlament spremenil zakon o državljanstvu. Prejšnja različica zakona je latvijsko državljanstvo podeljevala vsakomur, ki je pred 1. avgustom 1914,  ko se je začela prva svetovna vojna, živel v Latviji 20 let. Novi zakon je skrajšal obdobje upravičenosti na 6 mesecev pred 1. avgustom 1914. Namen spremembe je bil predvsem omogočiti mnogim latvijskim kmetijskim kolonistom, ki so takrat bežali iz Sovjetske Rusije, da dobijo državljanstvo. To je hkrati pomenilo, da so zdaj latvijsko državljanstvo zahtevali tudi mnogi sovjetski Judje. 17. in 18. decembra 1927 je bil izveden referendum o latvijskem državljanstvu, ki bi preprečil predlagane spremembe, vendar je bil neuspešen, saj je glasovalo le 250.000 oziroma 20 % volivcev. 
Konkordatu z Vatikanom je leta 1931 sledil še en referendum o cerkveni lastnini. Ko je bila stolnica sv. Jakoba predana katolikom, so namreč latvijski luterani izgubili svojo škofovsko stolnico in so si riško stolnico delili z baltsko nemško kongregacijo, ki je pripadala avtonomni nemški luteranski veroizpovedi. Široko protinemško razpoloženje in pobuda, da bi riško stolnico prepustili latvijskim luteranom, sta bila vzrok, da je na  referendumu 5. in 6. septembra 1931 idejo podprlo skoraj 400.000 volivcev, vendar je referendum propadel, saj ni zbral več kot 50 % glasov. Kakor koli že, parlament je kmalu sprejel zakon, s katerim je cerkev zaplenil Nemcem in jo dal Latvijcem. 
24. in 25. februarja 1934 je potekal referendum o zakonu o zavarovanju, katerega cilj je bil uvesti novo shemo nadomestil za starost in brezposelnost, ki bi se financirala z davki delodajalcev, delavcev z višjimi plačami in občin. Referendum so sprožili socialni demokrati, ki jim je uspelo dobiti več kot 400.000 glasov za to idejo, vendar je tudi ta referendum propadel.

### Gospodarstvo
Mlada latvijska država se je morala spopasti z dvema glavnima gospodarskima vprašanjema: obnovo industrijskih obratov, zlasti v Rigi, in izvedbo zemljiške reforme, ki bi večino zemlje prenesla od nemških plemičev na latvijske kmete. 
Ustanovna skupščina je sprejela zakon o zemljiški reformi, ki je razlastil zemljiške posestnike. Lastnikom zemljišč so pustili po 50 hektarjev zemlje, drugo pa so brezplačno razdelili  kmetom brez zemlje. Leta 1897 je bilo brez zemlje 61,2 % podeželskega prebivalstva, potem pa se je do leta 1936  ta odstotek zmanjšal na 18 %. Obseg obdelanih zemljišč je že leta 1923 presegel predvojno raven.
V Kurlandiji in Vidzemeju je pred prvo svetovno vojno približno 2 % lastnikov zemljišč imelo v lasti 53 % zemlje, v Latgaliji pa 38 %. Zakon o agrarni reformi z dne 16. septembra 1920 je ustanovil državni zemljiški sklad, ki je prevzel več kot 61 % vse zemlje. Nemškim plemičem je ostalo največ 50 hektarjev zemlje, kar je uničilo njihov sistem graščin. Mnogi so prodali svoje imetje in odšli v Nemčijo. Nekdanje graščinske stavbe so pogosto postale lokalne šole, upravne stavbe ali bolnišnice. Zemlja je bila razdeljena novemu razredu malih kmetov – več kot 54.000 s povprečno velikostjo kmetije 17,1 ha. Kmetje so običajno morali svoje kmetije ustvariti iz nič, zgraditi nove objekte in očistili polja. Zaradi majhnosti svojih posesti in neugodnih cen žita so se novi kmetje hitro preusmerili v mlekarstvo. Maslo, slanina in jajca so postali novi izvozni proizvodi. Drug vir prihodkov iz izvoza sta bila lan in les.
27. marca 1919 je latvijska začasna vlada uvedla latvijski rubelj, ki je bil enak 1  nemškemu vzhodnemu rublju, 2 nemškima markama in 1,5 carskega rublja. 18. marca 1920 je latvijski rubelj postal edina zakonita valuta. Zaradi visoke inflacije je bil leta 1922 uvedena nova valuta latvijski lat s tečajem en lat za 50 rubljev. Leta 1923 je bila ustanovljena Latvijska banka in lat je leta 1925 v celoti nadomestil rubelj. 
Med letoma 1923 in 1930 je državni proračun beležil presežek. V povprečju je šlo 25,5 % državnega proračuna za obrambo, 11,2 % za izobraževanje in 23,4 % za kapitalsko-naložbene projekte. Državni monopol nad žganimi pijačami je ustvaril približno 15 % državnih dohodkov. 
Obnova industrije se je izkazala za zapleteno. Pred prvo svetovno vojno je šlo 80 % industrijskih proizvodov na notranje trge Ruskega imperija. Latvija je leta 1927 podpisala trgovinski sporazum s Sovjetsko zvezo, vendar to ni privedlo do velikega obsega blagovne menjave.  Do konca dvajsetih let 20. stoletja so bili največji izvozni trgi Latvije Nemčija (35,6 %), Združeno kraljestvo (20,8 %) ter  Francija, Belgija in Nizozemska (22,9 %). Latvija je morala uvoziti skoraj vse sodobne stroje in goriva.
Leta 1929 je imela Latvija tri državne banke, 19 zasebnih bank, 605 kreditnih zadrug in še veliko več vzajemnih kreditnih zadrug. 
Velika depresija je Latvijo dosegla sredi leta 1930. Izvoz se je zmanjšal, uvoz pa je postal strogo omejen, da bi se ohranile državne devizne rezerve. Uvedena sta bila državna monopola nad sladkorjem in slanino. Da bi se preprečil propad bank, je bil med 31. julijem 1931 in 1. septembrom 1933 sprejet zakon, ki je prepovedoval dvig več kot 5 % celotnega depozita na teden. Leta 1932 je trgovinski sporazum s Sovjetsko zvezo potekel, brezposelnost v industriji pa je januarja 1932 dosegla vrhunec. Nacionalni dohodek se je s 600 latov na prebivalca leta 1930 zmanjšal na 390 latov na prebivalca leta 1932. 
Prosto mednarodno trgovino so nadomestili meddržavni klirinški sporazumi, ki so določali obseg in vrste blaga, s katerim so države takrat trgovale. Leta 1932 je Latvija podpisala klirinške sporazume s Francijo in Nemčijo, leta 1934 z Združenim kraljestvom in leta 1935 s Švedsko, Estonijo in Litvo. 
Gospodarsko okrevanje se je začelo leta 1933, ko se je proizvodnja povečala za približno 30 %. Primanjkljaj državnega proračuna se je zmanjšal z rekordnih 24,2 milijona latov v letih 1931/32 na 7,8 milijona latov v proračunu za leti 1933/34.
- 1 latvijski rubelj
- Kovanec za 2 lata
- Ikonski kovanec za 5 latov, prenesen na sodobne latvijske evrske kovance

## Ulmanisova diktatura
V noči s 15. na 16. maj 1934 sta premier Kārlis Ulmanis in vojni minister Jānis Balodis, očeta latvijske neodvisnosti, z nekrvavim državnim udarom prevzela oblast. Parlament in ustava sta bila suspendirana, uvedeno je bilo  vojno stanje, prepovedane so bile vse politične stranke in uvedena cenzura tiska. Člani latvijske socialdemokratske delavske stranke Pērkonkrusts,  pronacistični aktivisti iz baltske nemške skupnosti in drugi voditelji skrajne desnice in levice so bili pridržani. Nekatere skrajne politične osebnosti, kot je bil Gustavs Celmiņš, so bile obsojene na zaporne kazni. 

### Gospodarstvo
Novi Ulmanisov režim je bil zelo aktiven tudi pri krepitvi državnega nadzora in mehanizmov načrtovanja v gospodfarstvu. Leta 1934 je bila ustanovljena Trgovinsko-industrijska zbornica, leta 1935 Kmetijska in obrtniška zbornica ter leta 1936 Delavska zbornica. Država je pomagala prezadolženim kmetom z odložitvijo stečajnih dražb in refinanciranjem njihovih dolgov po nižji obrestni meri. 29. maja 1934 je država prevzela nadzor nad zadrugami in združenji. Mlečna industrija je prišla pod nadzorom Centralne zveze mlekarjev.
9. aprila 1935 je bila ustanovljena Državna kreditna banka Latvije, ki je zmanjšala vlogo tujega kapitala z ustanovitvijo številnih državnih industrijskih monopolov in delniških družb. Odkupi in likvidacije podjetij v tuji, baltsko-nemški in judovski lasti so postali norma. Namesto številnih konkurenčnih podjetij so nastala velika državna podjetja. Leta 1939 je imela država v lasti 38 takih podjetij. Novo podjetje JSC Vairogs je po Fordovi licenci proizvajalo železniške vagone in avtomobile Ford-Vairogs. VEF je izdeloval najmanjše fotoaparate Minox na svetu in eksperimentalna letala, kot so bila VEF JDA-10M, VEF I-12 in druga. Med letoma 1936 in 1939 so švedska podjetja zgradila hidroelektrarno Ķegums z močjo 248 MW. 
Potem ko so zahodne države opustile zlati standard, je bil latvijski lat septembra 1936 vezan na britanski funt. Devalvacija je še okrepila latvijski izvoz. Do leta 1939 je bila Latvija po izvoznem razcvetu, ki so ga poganjali predvsem kmetijski proizvodi, najbogatejša med baltskimi državami in je imela BDP na prebivalca višji od Finske ali Avstrije.
Okrevanje po veliki depresiji je kljub temu trajalo skoraj deset let. Nacionalni dohodek je leta 1933 znašal 444 latov na prebivalca in leta 1938 dosegel 637 latov na prebivalca, s čimer je končno presegel raven iz leta 1929.
Po začetku druge svetovne vojne je Latvija razglasila popolno nevtralnost, vendar je bila zaradi nemške zapore Baltika popolnoma odrezana od trga Združenega kraljestva. 3. septembra 1939 so bili uvedeni varčevalni ukrepi. Politično katastrofalen sovjetsko-latvijski sporazum o medsebojni pomoči z dne 5. oktobra 1939 je kljub temu odprl nove izvozne in uvozne priložnosti. 18. oktobra 1939 je bil podpisan nov trgovinski sporazum s Sovjetsko zvezo. Latvija je  izvažala svoje prehrambene izdelke, v zameno pa je prejemala nafto, gorivo in kemikalije. 15. decembra 1939 je bil podpisan nov trgovinski sporazum tudi z nacistično Nemčijo. 
Latvijski kmetje so se tradicionalno zanašali na sezonske kmetijske delavce iz Poljske, kar je zdaj prekinila vojna. Spomladi 1940 so zato novi predpisi uvedli obvezno delovno službo za državne uslužbence, študente in dijake. 

### Zunanji odnosi
Oktobra 1936 je bila Latvija izvoljena za nestalno članico Sveta Društva narodov in je to mesto obdržala tri leta. Leta 1935 je bilo ponovno odprto latvijsko veleposlaništvo v Washingtonu, ki je kasneje v 50 letih sovjetske okupacije služilo kot pomembno središče latvijske diplomatske službe. 
Potem ko se je Münchenski sporazum izkazal za neuspeh kolektivnega varnostnega sistema, je Latvija 13. decembra 1938 razglasila absolutno nevtralnost. 28. marca 1939 je Sovjetska zveza brez kakršnih koli razprav sporočila, da je zainteresirana za ohranitev in obrambo neodvisnosti Latvije. 7. junija 1939 sta Latvija in Nemčija podpisali pogodbo o nenapadanju. 
- Fotoaparat Minox, najmanjši na svetu
- Tovornjaki Ford-Vairogs
- Avtomobil Ford-Vairogs V8
- VEF I-12
- Hidroelektrarna Ķegums
- Srečanje Baltske antante leta1937
- Latvijski, nemški in estonski ministri leta 1939  podpisujejo sporazum o nenapadanju

## Druga svetovna vojna

### Sovjetska okupacija
Sovjetska zveza se je s podpisom Pakta Molotov-Ribbentrop med Sovjetsko zvezo in nacistično Nemčijo 23. avgusta 1939  pripravila na priključitev baltskih držav k Sovjetski zvezi. Zaradi grožnje nemške invazije je Latvija, skupaj z Estonijo in Litvo, s Sovjetsko zvezo podpisala sovjetsko-latvijski sporazum o vzajemni pomoči, ki je določal namestitev do 25.000 sovjetskih vojakov na latvijsko ozemlje. Na pobudo nacistične Nemčije je Latvija 30. oktobra 1939 sklenila z Nemčijo sporazum o "repatriaciji" etničnih Nemcev zaradi bližajočega se sovjetskega prevzema oblasti. Večina Nemcev je tam živela že več generacij. 
Sedem mesecev pozneje je sovjetski zunanji minister Vjačeslav Molotov baltske države obtožil zarote proti Sovjetski zvezi. Sovjetska zveza je 16. junija 1940 zagrozila z invazijo in izdala ultimat,  v katerem je zahtevala zamenjavo vlade in sprejem neomejenega števila sovjetskih vojakov. Ker je latvijska  vlada vedela, da je Rdeča armada dan prej vdrla v Litvo, da so sovjetske čete zbrane vzdolž latvijske vzhodne meje, in ker je upoštevala sovjetske vojaške baze v zahodni Latviji, je ugodila zahtevam in sovjetske čete so 17. junija zasedle državo. 14. in 15. julija 1940 so bile opravljene izredne volitve, katerih rezultati so bili objavljeni v Moskvi že  12 ur pred zaprtjem volišč. Sovjetski dokumenti kažejo, da so bili rezultati volitev ponarejeni. Novoizvoljena "Ljudska skupščina" je Latvijo razglasila za socialistično sovjetsko republiko in 21. julija zaprosila za sprejem v Sovjetsko zvezo, kar se je zgodilo 5. avgusta 1940. Latvijska diplomatska služba je še naprej delovala v izgnanstvu, medtem ko je bila republika pod sovjetsko oblastjo. 
Spomladi 1941 je sovjetska centralna vlada začela načrtovati množično deportacijo protisovjetskih elementov iz okupiranih baltskih držav. V pripravah je general Ivan Serov, namestnik ljudskega komisarja javne varnosti Sovjetske zveze, podpisal navodila z naslovom "O postopku za izvedbo deportacije protisovjetskih elementov iz Litve, Latvije in Estonije". V noči s 13. na 14. junij 1941 je bilo 15.424 prebivalcev Latvije,  vključno z 1.771 Judi in 742 etničnimi Rusi,  deportiranih v taborišča in posebna naselja, večinoma v Sibirijo. V prvem letu sovjetske okupacije je bilo iz Latvije deportiranih 35.000 ljudi. 

### Nemška okupacija Latvije (1941–1944)
Nacistična invazija, ki se je začela teden dni kasneje, je prekrižala načrte za takojšnjo deportacijo več sto tisoč ljudi iz baltskih držav. Nacistične čete so Rigo zasedle 1. julija 1941. Takoj po vzpostavitvi nemške oblasti se je začelo sistematično iztrebljanje judovskega in romskega prebivalstva. V zadnjih mesecih leta 1941 so Nemci in njihovi latvijski kolaboranti samo v pokolu v Rumbuli umorili okoli 25.000 Judov. Umore so zagrešili pripadniki Einsatzgruppe A, Wehrmachta, v Liepāji marinci, pa tudi latvijski kolaboranti, vključno s 500–1500 člani zloglasnega Sonderkommanda Arajs in 2000 ali več latvijskimi člani SD.  Sonderkommando Arajs je sam ubil okoli 26.000 Judov. Do konca leta 1941 je bilo skoraj celotno judovsko prebivalstvo pobito ali odpeljano v koncentracijska taborišča. Iz seznama, predstavljenega na konferenci v Wanseeju januarja 1942, je razvidno, da je  v Latviji od približno 60.000 Judov, kolikor jih je bilo v državi v času nacistične invazije, živelo le še 3.500. V Latvijo je bilo pripeljanih tudi približno 25.000 Judov iz Nemčije, Avstrije in Češke. Od teh je bilo ubitih okoli 20.000. Holokavst je v Latviji zahteval približno 85.000 življenj, večinoma Judov. 
Veliko Latvijcev se je uprlo nemški okupaciji. Odporniško gibanje je bilo razdeljeno na enote, ki so se borile za neodvisnost pod Latvijskim centralnim svetom,  in prosovjetske enote pod poveljstvom štaba latvijskega partizanskega gibanja v Moskvi. Latvijski poveljnik slednjih je bil Arturs Sproģis. Nacisti so po vojni načrtovali germanizacijo Baltika. Leta 1943 in 1944 sta bili iz latvijskih rekrutov in prostovoljcev ustanovljeni dve diviziji Waffen-SS, ki sta pomagali Nemčiji v boju proti Rdeči armadi. 
- Poškodovan sovjetski tank v Rigi
- Ženske pozdravljajo nemške vojake v Rigi
- Skupina žensk za čiščenje ruševin v Rigi (11. julij 1941)
- Nemci na železniški postaji Aiviekste
- Nemški tanki v akciji v bližini železniške postaje Aiviekste
- Hinrich Lohse v Rigi
- Minister Reicha Alfred Rosenberg na obisku okupirane Latvije leta1942
- Judovski ujetniki v koncentracijskem taborišču v Salaspilsu
- Judovski ujetniki v koncentracijskem taborišču v Salaspilsu
- Vojaki Latvijske legije v Rigi leta 1943
- Pogreb Voldemarsa Veissa v Rigi leta 1944
- Nemška znamka iz Kurlandskega žepa leta 1945
- Zadnje nemške enote zapuščajo Latvijo v pristanišču Liepāja 8. maja 1945

## Sovjetsko obdobje (1944–1990)
Ko je leta 1944 sovjetska Rdeča armada dosegla ozemlje Latvije, so se tam začeli hudi boji z nemškimi enotami, ki so se končali s še enim nemškim porazom. Sovjetska Rdeča armada je Rigo ponovno zavzela 13. oktobra 1944, Kurlandski žep pa se je obdržal do 9. maja 1945. Med vojno sta v svoji vojski vpoklicali Latvijce obe vojskujoči se strani. Ko je leta 1944 je del latvijskega ozemlja ponovno prišel pod sovjetsko oblast, so se latvijski nacionalistični partizani začeli boriti proti drugemu okupatorju – Sovjetski zvezi. 160.000 prebivalcev Latvije se je pred sovjetsko vojsko zateklo v Nemčijo in Švedsko. Po drugi strani so se mnogi Latvijci, ki so podpirali boljševizem, odločili ostati v Sovjetski Rusiji.

### Čistka nacionalnih komunistov
5. marca 1953 je Josif Stalin umrl. Nasledil pa ga je Nikita Hruščov. Začelo se je obdobje, znano kot Hruščovova odjuga. Poskusi latvijskih komunistov pod vodstvom Eduardsa Berklavsa, da bi Latviji zagotovili določeno stopnjo avtonomije in zaščitili hitro slabšajoč se položaj latvijskega jezika, niso bili uspešni. Leta 1959 so po Hruščovovem obisku Latvije nacionalne komuniste odstavili s položajev, Berklavsa pa deportirali v Rusijo. 

### Pritok sovjetskih priseljencev
Ker je Latvija še vedno imela dobro razvito infrastrukturo in izobražene strokovnjake, so v Moskvi sklenili, da bodo nekatere najnaprednejše proizvodne tovarne Sovjetske zveze nameščene v Latviji. V Latviji je nastala nova industrija, vključno z veliko strojno tovarno RAF v Jelgavi, elektrotehničnimi tovarnami v Rigi, kemičnimi tovarnami v Daugavpilsu, Valmieri in Olaineju ter obrati za predelavo živil in olja,  vendar za upravljanje novozgrajenih tovarn ni bilo dovolj ljudi. Da bi razširili industrijsko proizvodnjo, so v državo preselili več priseljencev iz drugih sovjetskih republik, kar je opazno zmanjšalo delež etničnih Latvijcev. 
Do leta 1989 so etnični Latvijci predstavljali približno 52 % prebivalstva (1.387.757), v primerjavi s predvojnim deležem 77 % (1.467.035). Leta 2005 je bilo v državi 1.357.099 etničnih Latvijcev, kar kaže na zmanjšanje absolutnega števila prebivalcev s tem statusom. Latvijci so kljub temu predstavlja približno 60 % celotnega prebivalstva Latvije (2.375.000).
- Prenosni radijski sprejemnik, izdelan v RRR
- Sovjetska znamka, izdana ov 40. obletnici Latvijske SSR
- Vlak, proizveden v Riški tovarni vagonov
- Ikonski minibus iz Riške tovarne avtobusov
- Opuščena Hiša tiska
- Sanatorij v Jūrmali za sovjetsko elito

## Obnova neodvisnosti
Liberalizacija socialističnega režima v ZSSR se je začela sredi osemdesetih let prejšnjega stoletja s perestrojko in glasnostjo, ki ju je uvedel Mihail Gorbačov. V Latviji je bilo ustanovljenih več množičnih političnih organizacij, ki so izkoristile to priložnost: Latvijska ljudska fronta (Tautas Fronte), Latvijsko nacionalno neodvisno gibanje (Latvijas Nacionālās Neatkarības Kustība) in Državljanski kongres (Pilsoņu congresses). Vse tri skupine so začele agitirati za obnovitev nacionalne neodvisnosti. 
Ob 50. obletnici pakta Ribbentrop-Molotov, 23. avgusta 1989, so se Latvijci, Litovci in Estonci združili v človeški verigi, Baltski poti, ki se je raztezala 600 kilometrov od Talina do Rige in Vilne. Veriga je simbolično predstavljala enotno željo baltskih držav po neodvisnosti. 
Nadaljnji koraki k popolni neodvisnosti so bili storjeni 4. maja 1990. Vrhovni svet Latvijske SSR, izvoljen na prvih demokratičnih volitvah po tridesetih letih prejšnjega stoletja, je sprejel deklaracijo o obnovi neodvisnosti, ki je vključevala prehodno obdobje med avtonomijo znotraj Sovjetske zveze in popolno neodvisnostjo. Januarja 1991 so prokomunistične politične sile poskušale na silo obnoviti sovjetsko oblast. Latvijskim demonstrantom je januarja 1991 uspelo preprečiti sovjetskim četam, da bi ponovno zavzele strateške položaje. 21. avgusta istega leta je parlament po neuspešnem poskusu državnega udara v Moskvi izglasoval konec prehodnega obdobja, s čimer je Latviji povrnil predvojno neodvisnost. 6. septembra 1991 je Sovjetska zveza priznala latvijsko neodvisnost.

## Sodobna zgodovina
Kmalu po ponovni vzpostavitvi neodvisnosti je Latvija, pred drugo svetovno vojno članica Društva narodov, postala članica Organizacije združenih narodov. Leta 1992 je postala upravičena do Mednarodnega denarnega sklada, leta 1994 pa je sodelovala v Natovem programu Partnerstvo za mir in sklenila  sporazum o prosti trgovini z Evropsko unijo. Postala je članica Evropskega sveta ter kandidatka za članstvo v Evropski uniji in Natu. Bila je prva od treh baltskih držav, ki je bila sprejeta v Svetovno trgovinsko organizacijo. 
Konec leta 1999 so v Helsinkih voditelji vlad držav Evropske unije povabili Latvijo k začetku pogajanj o pristopu k Evropski uniji. Leta 2004 sta bila izpolnjena najpomembnejša zunanjepolitična cilja Latvije - članstvo v Evropski uniji in Natu. 2. aprila je Latvija postala članica Nata in 1. maja skupaj z drugima dvema baltskima državama članica Evropske unije. Na referendumu septembra 2003 je ob 72,5 % udeležbi za članstvo v EU glasovalo približno 67 % volivcev. Schengenski sporazum je Latvija podpisala 16. aprila 2003 in ga začela izvajati 21. decembra 2007. 
Novembra 2013 se je v nakupovalnem središču v Rigi zrušila streha. V najhujši nesreči po osamosvojitvi je umrlo 54 kupcev in reševalcev.
1. januarja 2014 se je Latvija pridružila evroobmočju in postala članica skupine držav EU, ki uporablja evro kot svojo valuto.
Maja 2023 je parlament za novega predsednika Latvije izvolil Edgarsa Rinkevicsa, ki je postal prvi odkrito gejevski voditelj katere od baltskih držav.

### Regionalni časovni okvir
Pripadnost območij, ki sestavljajo sodobno Latvijo, v zgodovinskem in regionalnem kontekstu:
| Severna Estonija | Južna Estonija                     | Severna Latvija                             | Južna Latvija                               | Litva                                                       | Litva                                              |                                                    |
| 10.              | Baltska finska plemena             | Baltska finska plemena                      | Baltska plemena                             | Baltska plemena                                             | Baltska plemena                                    | Baltska plemena                                    |
| 11. in 12.       | Starodavna Estonija                | Starodavna Estonija                         | Starodavna Latvija                          | Starodavna Latvija                                          | Starodavna Litva                                   | Starodavna Litva                                   |
| 13.              | Danska Estonija                    | Livonski red                                | Livonski red                                | Livonski red                                                | Kneževina Litva                                    | Kneževina Litva                                    |
| 14.              | Danska Estonija                    | Livonski red                                | Livonski red                                | Livonski red                                                | Republika obeh narodov (Velika litovska kneževina) | Republika obeh narodov (Velika litovska kneževina) |
| 15.              |                                    | Livonski red                                | Livonski red                                | Livonski red                                                | Republika obeh narodov (Velika litovska kneževina) | Republika obeh narodov (Velika litovska kneževina) |
| 16.              | Švedska Estonija                   | Republika obeh narodov (Vojvodina Livonija) | Republika obeh narodov (Vojvodina Livonija) | Republika obeh narodov (Vojvodina Livonija)                 | Republika obeh narodov (Velika litovska kneževina) | Republika obeh narodov (Velika litovska kneževina) |
| 17.              | Švedska Estonija                   | Švedska Livonija                            | Švedska Livonija                            |                                                             | Republika obeh narodov (Velika litovska kneževina) | Republika obeh narodov (Velika litovska kneževina) |
| 18.              | Rusko carstvo (Estonska gubernija) | Rusko carstvo (Livonska gubernija)          | Rusko carstvo (Livonska gubernija)          | Republika obeh narodov (Vojvodstvo Kurlandija in Semgalija) | Republika obeh narodov (Velika litovska kneževina) | Republika obeh narodov (Velika litovska kneževina) |
| 19.              | Rusko carstvo (Estonska gubernija) | Rusko carstvo (Livonska gubernija)          | Rusko carstvo (Livonska gubernija)          | Rusko carstvo (Kurlandska gubernija)                        | Rusko carstvo (Kaunaška gubernija)                 | Rusko carstvo (Vilenska gubernija)                 |
| 20.              | Republika Estonija (1920-1939)     | Republika Estonija (1920-1939)              | Republika Latvija                           | Republika Latvija                                           | Republika Litva                                    | Republika Litva                                    |
| 21.              | Estonija                           | Estonija                                    | Latvija                                     | Latvija                                                     | Litva                                              | Litva                                              |

## Opombi
1. ↑  Sovjetsko-latvijska pogajanja so se začela 2. oktobra 1939. Naslednji dan je latvijski minister za zunanje zadeve Vilhelms Munters obvestil svojo vlado, da je Josif Stalin dejal, da "kar zadeva Nemce, [ni ovire] za okupacijo" in zagrozil, da ZSSR lahko zasede tudi "ozemlje z rusko manjšino".[38]
2. ↑  Molotov je v predstavitvi ultimata in obtožb Latvije o kršitvi določb sporazuma o vzajemni pomoči iz leta 1939 odkrito zagrozil, da bo ukrepal, da bi zagotovil izpolnitev določb sporazuma.[39]

## Dodatno branje
- Bilmanis, Alfreds. A History of Latvia (1970).
- Coulby, David. "Language and citizenship in Latvia, Lithuania and Estonia: Education and the brinks of warfare." European Journal of Intercultural Studies 8.2 (1997): 125–134.
- Dreifelds, Juris. "Demographic trends in Latvia." Nationalities Papers 12.1 (1984): 49–84.
- Eglitis, Daina Stukuls. Imagining the Nation: History, Modernity, and Revolution in Latvia (Post-Communist Cultural Studies, 2005.
- Hiden, John, Patrick Salmon. The Baltic nations and Europe: Estonia, Latvia and Lithuania in the twentieth century. Routledge, 2014.
- Kalnins, Mara. Latvia: A short history. Oxford University Press, 2015.
- Lane, Thomas, in drugi. The Baltic States: Estonia, Latvia and Lithuania. Routledge, 2013.
- Lumans; Valdis O. Latvia in World War II. Fordham University Press, 2006.
- McDowell, Linda. "Cultural memory, gender and age: young Latvian women's narrative memories of war-time Europe, 1944–1947." Journal of Historical Geography 30.4 (2004): 701–728.
- Minins, Aldis. "Latvia, 1918–1920: a civil war?." Journal of Baltic Studies 46.1 (2015): 49–63.
- O'Connor, Kevin. The History of the Baltic States, 2nd ed. ABC-CLIO, 2015.
- Palmer, Alan. The Baltic: A new history of the region and its people. New York: Overlook Press, 2006.
- Plakans, Andrejs (2008). Historical Dictionary of Latvia. online
- Plakans, Andrejs (1995). The Latvians: A Short History.
- Shafir, Gershon. Immigrants and nationalists: Ethnic conflict and accommodation in Catalonia, the Basque Country, Latvia, and Estonia. SUNY Press, 1995. online